# Советск (Кировская область)
Сове́тск (название до 1918 — Кука́рка) — город (в 1918—1925 гг. и с 1939 г.) в Кировской области
Российской Федерации. Административный центр Советского района, образует Советское городское поселение. Население — 14 626 чел. (2021).
Город расположен в 137 км к югу от Кирова, по берегам рек в районе узкого перешейка, разделяющего реки Пижму и Вятку, в устье реки Кукарки (народное название местности: Трёхречье). К границам города также примыкают реки Немда и Чернушка.

## Этимология названия

### Кукарка
Для исторического названия города предлагался ряд различных этимологий.
Булгарская версия. Есть версия, что оно произошло от булгарского слово «кукар», что на основе единственного живого потомка языка волжских булгар, чувашского языка можно перевести как «изгиб, излучина реки». Река Вятка от устья Пижмы до села Ишлык совершает изгиб, который носит название Кукарской луки.
Марийская версия. Согласно более распространённой теории, название слободы произошло от марийских слов Кугу корка — «большой ковш», отражающих географическое положение города при слиянии трёх рек.
Интересно, что в марийской мифологии Кукарка — это мифологический герой. Кукарка (Курык ену, Курык кугыза) от мар. kar, крепость, город; ср. арм. kert, поселение (букв. «большой, как крепость», «горный старик») — это покровитель мари, живший около поселения Кукарки, на горе, в подземном доме, охраняемом стражей.
Удмуртская версия. Согласно данной версии слово «кукар» происходит от ку- кожа, кар- город. Об этом писал Герард Фридрих Миллер в 1791 году в «ОПИСАНИЕ ЖИВУЩИХ В КАЗАНСКОЙ ГУБЕРНИИ ЯЗЫЧЕСКИХ НАРОДОВ…»

### Советск
Современное название города связано с увековечением новой на тот момент Советской власти. 

### Первые основатели

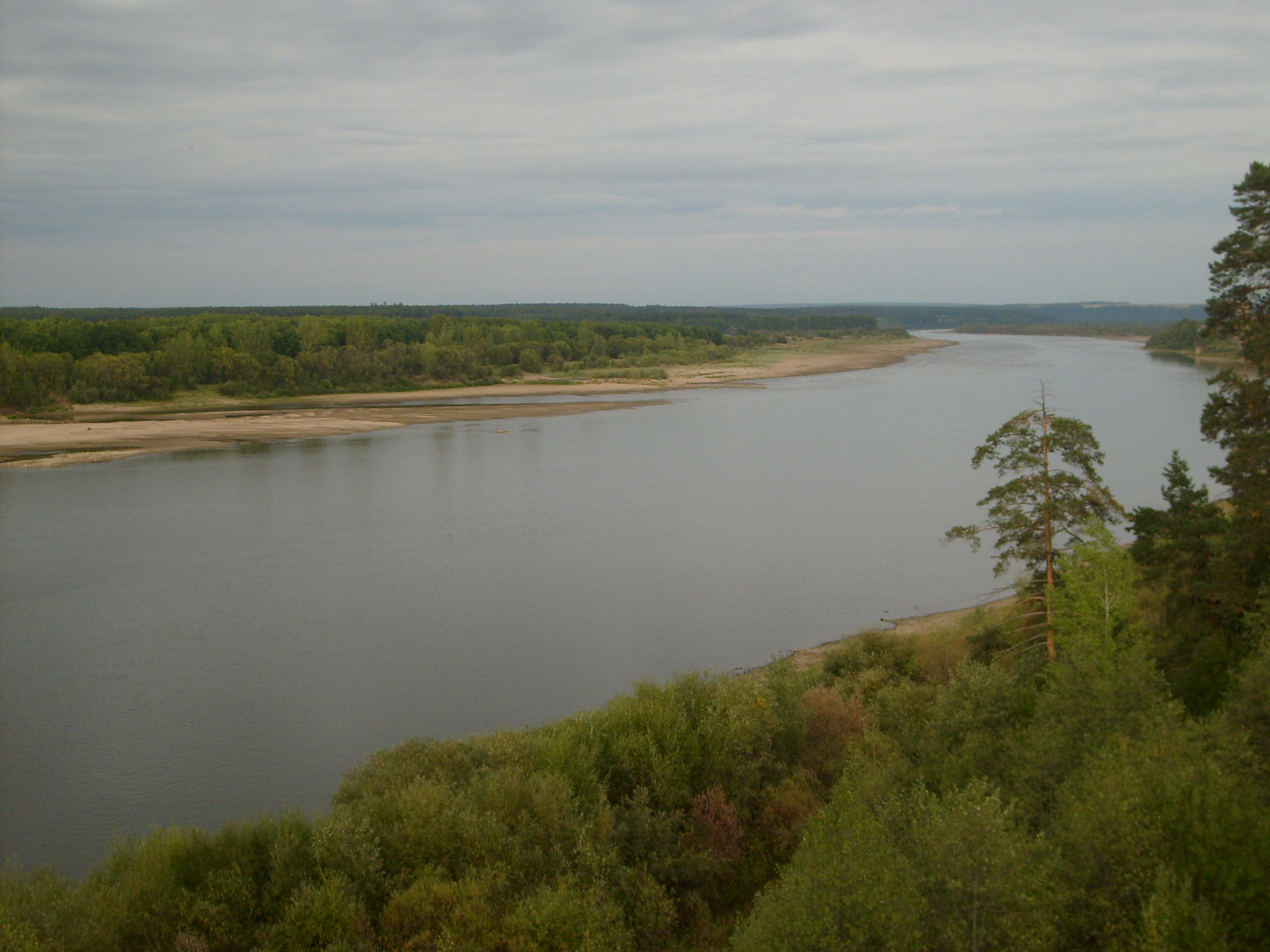
Река Вятка в районе г. Советска, август 2010 года

III в. до н. э. до X—XI вв. н. э. согласно археологическим раскопкам, люди в этих местах жили издревле, в ближайшем пригороде (6 км от современного города Советск) находится Пижемское городище (Ананьинской культуры), оно было постоянно заселено до XI в.
Версии возникновения поселения на месте современного Советска:
Булгарская версия — основана на булгарской этимологии названия Кукарка, предполагает основание населённого пункта в устье реки Кукарки булгарами.
Марийская версия — поселение основано в давние времена марийцами как крепость Кукарка.
XII век — Кукарка становится княжеской резиденцией легендарного князя Чумбылата, национального героя и «царя» мари, объединившего под своей властью марийские племена. По преданию, Чумбылат был великим воином, строил города, развивал ремёсла и искусства. Его принимали властелины Востока. При нём сложилась традиция богослужений марийской веры, он легендарный святой марийской религии. В окрестностях Советска находится Гора Чумбылата (Чумбылатов камень, мар. Чумбылат курык) — известняковый утёс Вятского Увала на правом берегу реки Немды, почитаемая языческая святыня марийцев, легендарная могила марийского князя Чумбылата.

### Русское царство

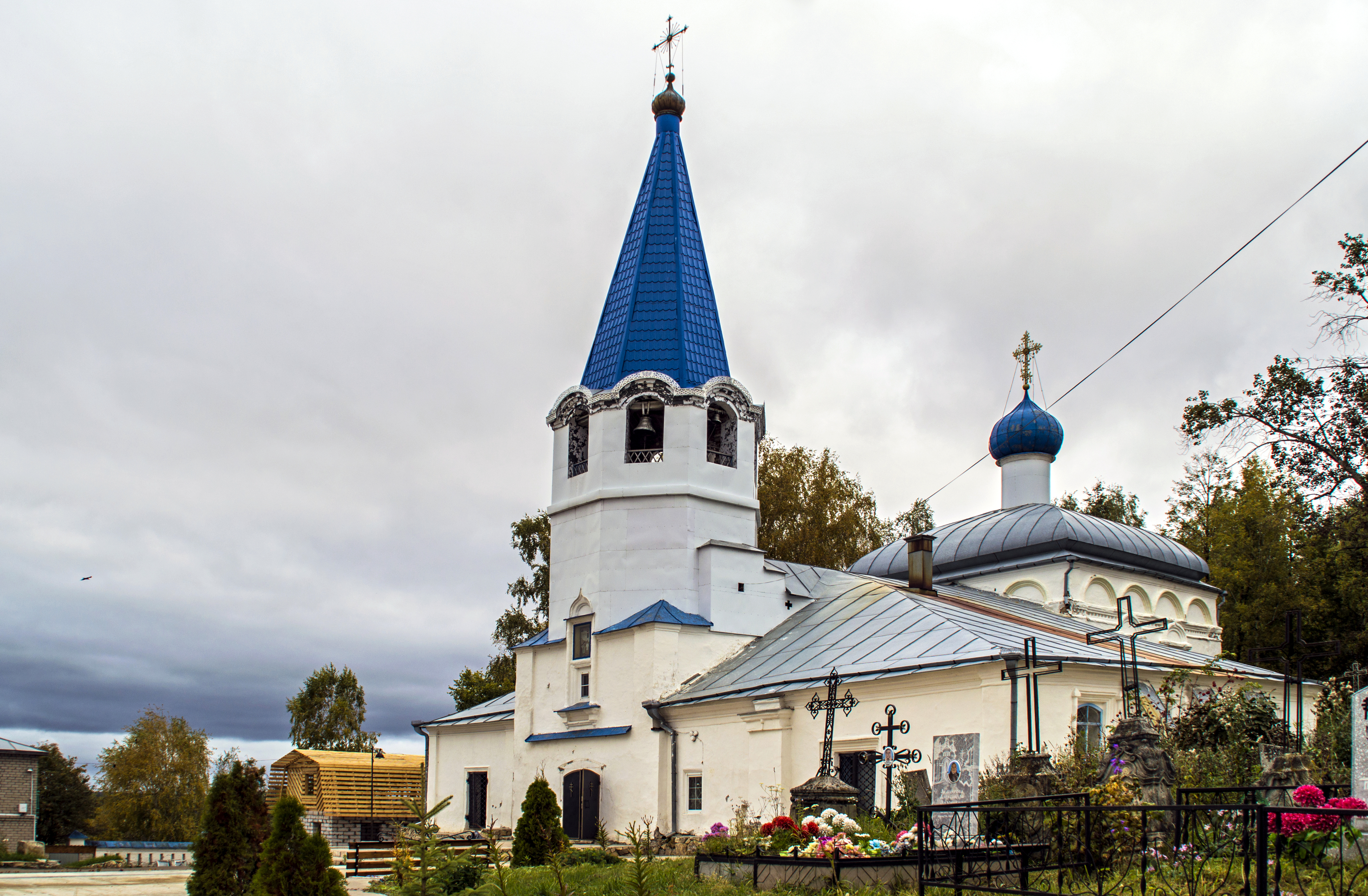
Покровская церковь, самое древнее сохранившееся здание города, 17 век. Фото 2017 года.

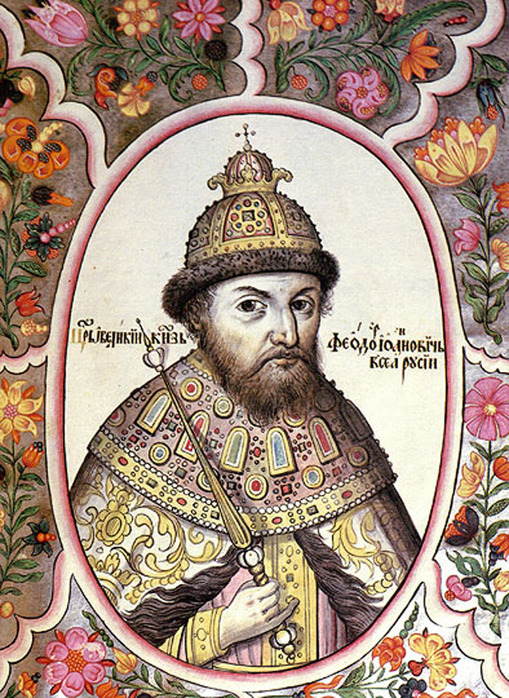
Фёдор I Ива́нович царь всея Руси

1594 — В ходе присоединения и освоения марийского края, во время правления Царя всея Руси Фёдора I Иоанновича, на месте поселения марийцев была образована русская слобода Кука́рка, о чём говорится в письменных записях: «Она состояла из нескольких дворов вокруг деревянной церкви, окружённых высоким частоколом и глубоким рвом. Жители в основном занимались земледелием и поставкой хлеба в Западную Сибирь, владели рыбными ловлями и бобровыми гонами на Вятке от устья Пижмы до Сельдюги, вверх по Немде от устья до реки Гремачи и на 20 вёрст вверх по Пижме.» Кукарка стала одним из звеньев в цепочке вновь выстроенных острогов с гарнизонами стрельцов: Санчурск, Яранск, Кукарка, Уржум, Малмыж для поддержания порядка и соблюдения закона среди марийцев и удмуртов.
1594 — Основана Жерновогорская Предтеченская пустынь (мужской монастырь).
1608 — Жители Кукарки поддержали восставших недовольных правлением Царя и Великого Князя всея Руси Василия IV Шуйского. Восставшие марийские и русские крестьяне напали на Жерновогорский Предтеченский монастырь и разграбили его.
1609 — Войско из Казани под руководством Истомы Хвостова разбило восставших и сожгло мятежную Кукарку.
Жерновогорский Предтеченский мужской монастырь переведён в слободу Кукарку под защиту острога и стал основой для Кукарского Покровского мужского монастыря.
1619 — Отмечается развитие кустарного промысла по добыче и обработке опочного камня (доходы поступали в монастыри в виде оброка, по грамоте Патриарха Московского и всея Руси Филарета).
1637 — Из Приказа Казанского дворца с января 1637 года Андрею Житкову велено быть на Кукарке приказным человеком. В XVII веке здесь была приказная изба и съезжий двор.
1639 — Государев указ гласил: «… велено их недостаточных крестьян в государеву Кукарскую слободу зазывать на пустые места на льготу».
1678 — Основан Кукарский Успенский женский монастырь.
1684—1695 — Кукарка является центром Кукарского уезда.
1690 — Построено каменное здание Покровской церкви Кукарского Покровского мужского монастыря, которое сохранилось до наших дней.

### Российская империя

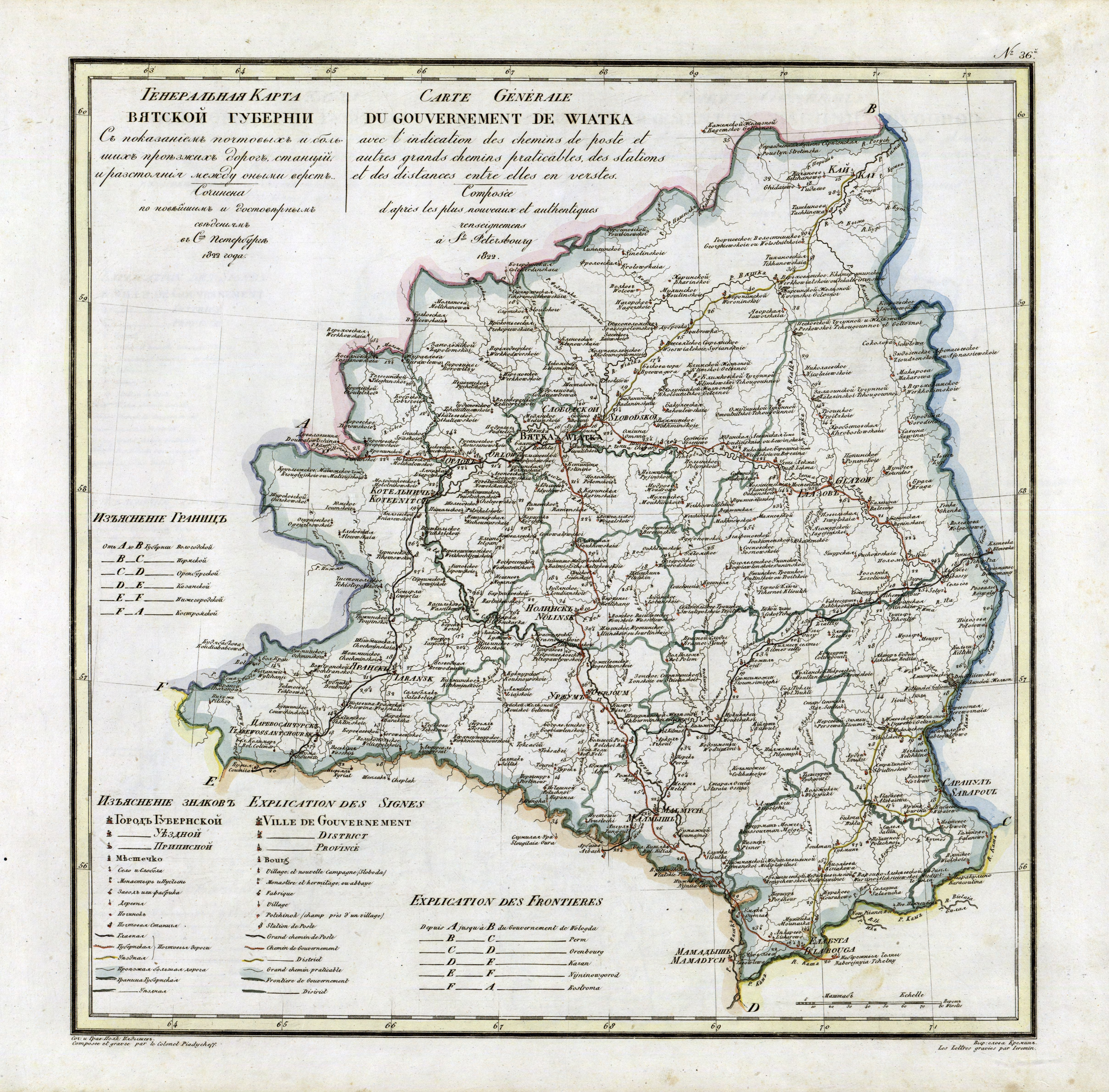
Слобода Кукарка на карте Вятской Губернии, 1822 год.

XVIII—XIX века — Слобода Кукарка является ремесленно-торговым центром Вятской губернии, где было развито плотничество, изготовление телег, саней, плетёных корзин. Слобода была известна кружевоплетением, валяльным и гончарным производствами.
1729 — Приказная изба переименована в Канцелярию управительских дел.
11 сентября 1780 года — Именным Высочайшим Указом Императрицы Всероссийской Екатерины II Великой учреждено Вятское наместничество (31 декабря 1796 преобразованное Высочайшим Указом Императора Всероссийского Павла I в губернию); слобода Кукарка вошла в Яранский уезд.
1797 — Высочайшим Указом Императора Всероссийского Павла I, для сельского управления дворцовыми вотчинами учреждены особые приказы; Кукарка становится административным центром удельного приказа.
1839 — Открыта больница.

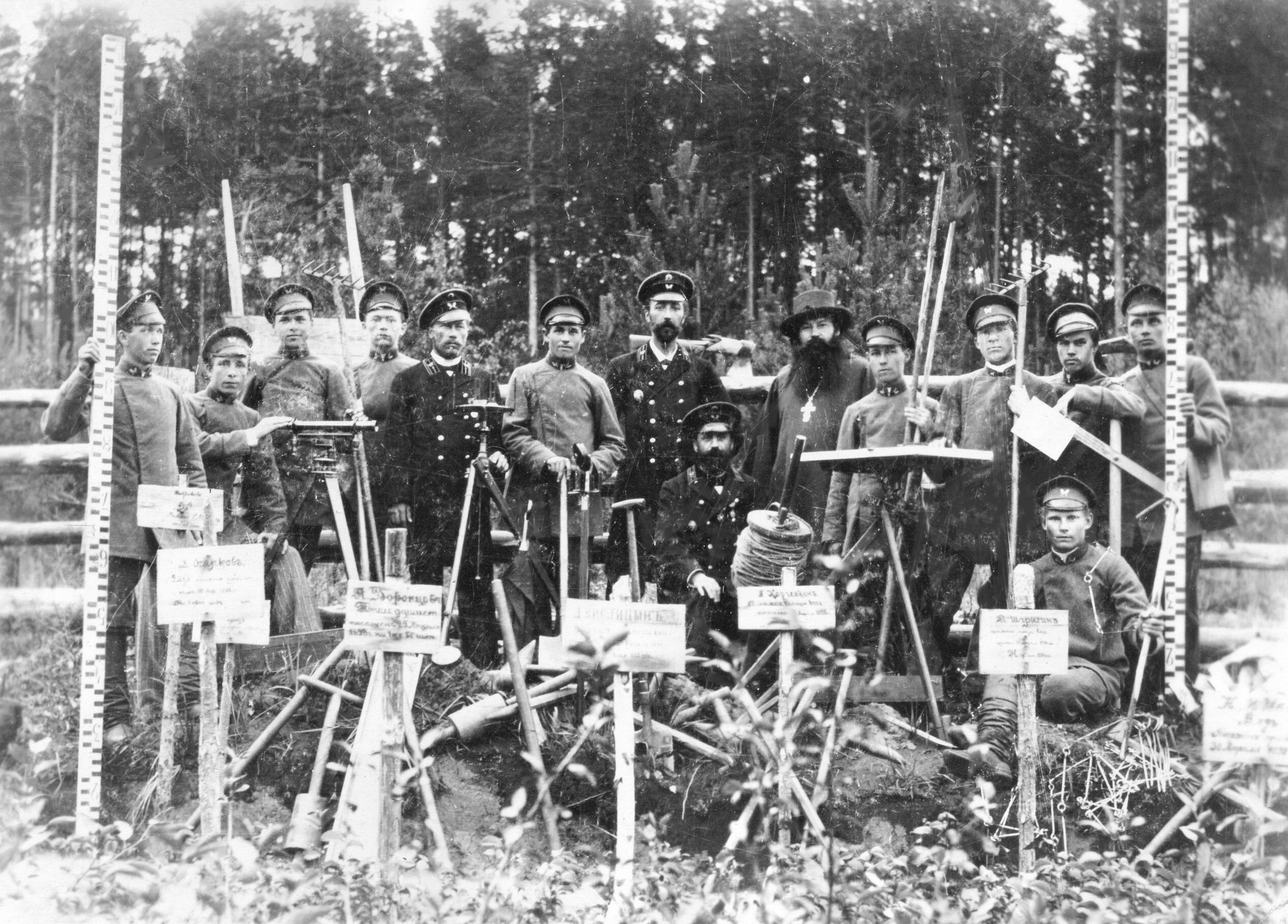
Первый выпуск Суводской лесной школы, 1898 год.

1840 — Открыто первое учебное заведение — Мужское одноклассное училище.

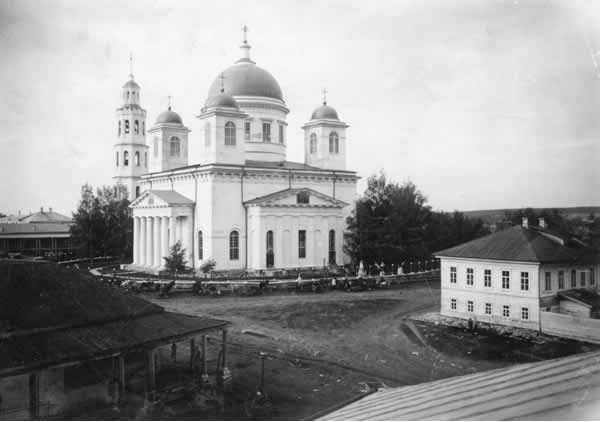
Троицкий собор в Кукарке. Фотография 1910 года (разрушен в 1935 году).

1860 — Открыт торгово-промышленный ссудный банк и женское училище.
1861 — В результате Крестьянской реформы Александра II слобода Кукарка становится административным центром Кукарской волости Яранского уезда. П. В. Алабин
открыл в Кукарке общественную библиотеку. В слободе открыта богадельня.
Начало пароходного движение по реке Вятке, — слобода Кукарка становится одной из самых важных пристаней на реке.
1862 — Открыта почтовая контора.
1869 — Построена Спаская церковь.
8 октября 1880 года — Начала работать телеграфная станция.
1887 — Из статьи Н. Миролюбова «Путевые наброски» в газете «Волжский вестник», Казань

«…Кукарка производит впечатление весьма порядочного уездного города и отношением превосходит добрую половину наших уездных городов. Мне передавали, что возбуждалось даже ходатайство о переименовании Кукарки в город Александровск, обитатели Яранска сами утверждали, что этот уездный город ничего не стоит в сравнении с причисленной к его уезду Кукарскою слободою…»
1893 — Открыты Дом трудолюбия, школа кружевниц, клуб (общественное собрание).

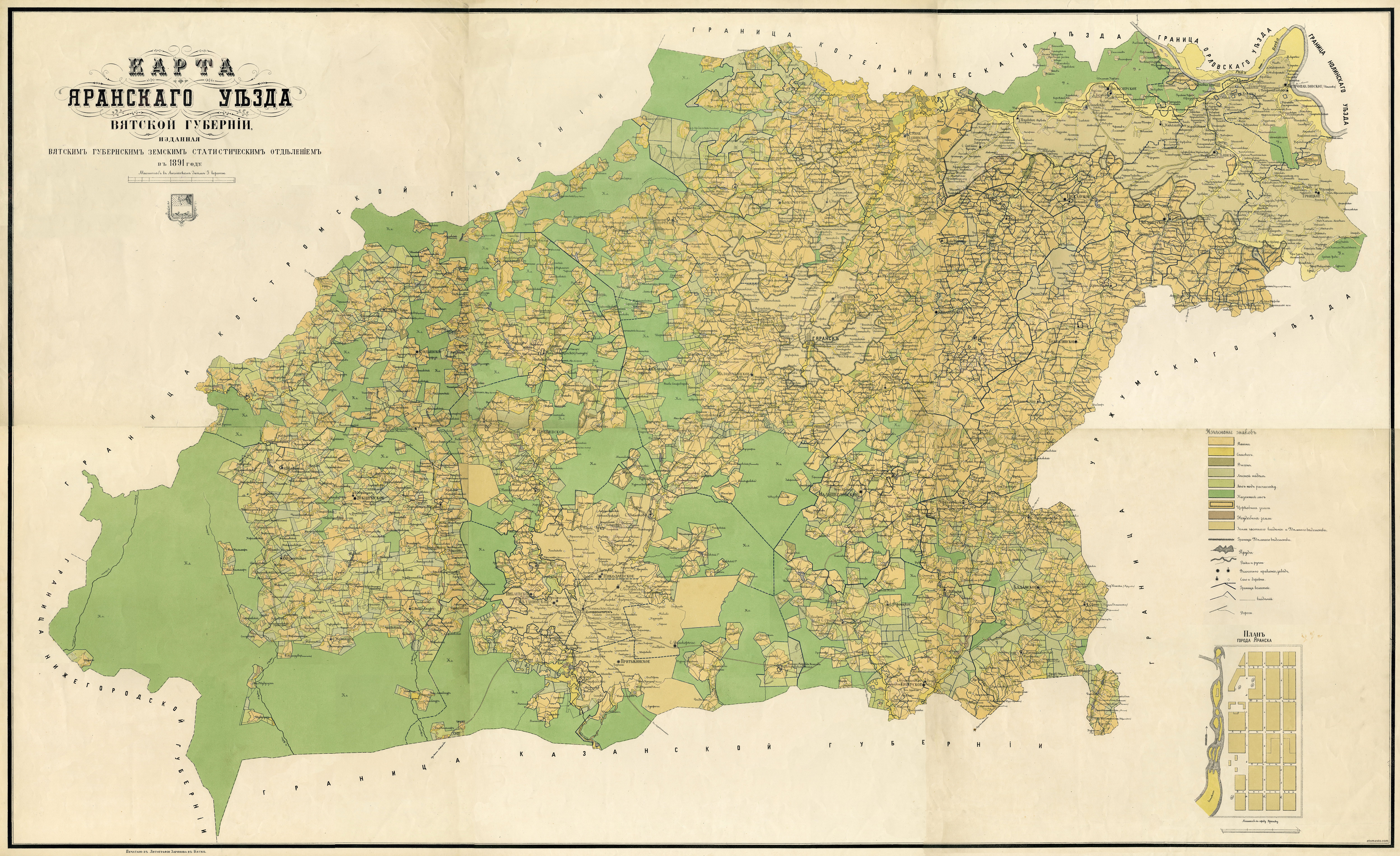
Слобода Кукарка на карте Яранского уезда, 1891 год.

1896 — Открыта Суводская лесная школа.
1897 — Согласно Первой всеобщей переписи Российской империи в слободе Кукарка насчитывалось 5242 человека; из них мужчин — 2526 чел., женщин — 2719 чел., православного населения 5159 чел.
Начало XX века — В слободе Кукарка действовали 5 каменных церквей, телеграфная станция, электростанция, 2 библиотеки, краеведческий музей. По количеству учебных заведений не всякий уездный город мог сравниться с Кукаркой: на 1910 год имелось 3 начальных училища, церковно-приходская школа, образцовое училище при учительской семинарии, городское училище, женская гимназия, учительская семинария. Насчитывалось 65 каменных и 75 деревянных лавок. По количеству населения, наличию каменных домов, благоустройству, торговле и ремеслу слобода Кукарка превосходила соседние уездные города.
Из записок Н. Золотницкого «Краткий очерк слободы Кукарки»:

«…По населению Кукарка превосходит Уржум, Малмыж, Глазов, Яранск на 1188 человек. В ней более 20 каменных домов, каменный ряд лавок, много полукаменных домов, и из деревянных большинство на каменном фундаменте или на камнях. Вообще же в Кукарке вовсе нет тех убогих лачужек, которыми наполнены уездные города, а многие дома по величине и архитектуре, с тротуарами из дикого и опочного камня, могли бы служить украшением губернскому городу».
Апрель 1901 года — Открыт ветеринарный участок, которым руководит ветврач М. В. Курбановский.
1903 — Открыта учительская семинария.
1905 — Построено пожарное депо.
1908 — Открыто городское училище.
1909 — Купцы Д. Д. Якимов и К. К. Перминов организовали «Кукарское электрическое товарищество».
1910 — «Кукарским электрическим товариществом» построена первая электростанция, которая проработала до 1960 года.
 Январь 1910 года — основано Кукарское образовательное общество.
Июнь 1910 года — открыт Родиноведческий музей.
Начато мощение улиц и дворов камнем; первой была вымощена Казанская улица (сейчас улица Ленина).
1911 — «Кукарским электрическим товариществом» построена телефонная станция.
1912 — Построен первый кинотеатр — синематограф «Электротеатр», который находился на месте современного Дома культуры.
Апрель 1916 года — Образовано Потребительское общество.

### Российская Советская Федеративная Социалистическая Республика
27 декабря 1917 года — В слободе Кукарка Черепановым С. М. провозглашена Советская власть.
Январь 1918 года — В Кукарку с фронта Первой мировой войны возвращается Михаил Иванович Изергин и избирается председателем Революционного комитета. В связи с развитием промышленности, по инициативе М. И. Изергина и по просьбе жителей ставится вопрос о переименовании слободы Кукарки в город Советск и образовании Советского уезда.
25—27 марта 1918 года — Проходит первый уездный съезд Советов. М. И. Изергин избран председателем Исполнительного комитета.
 9 августа 1918 года — По решению Вятского губернского исполнительного комитета слобода Кукарка преобразована в уездный город Советск с восемью волостями. Советск становится центром Советского уезда. В городе создаются предприятия лёгкой и пищевой промышленности, строятся заводы по переработке леса и камня, развивается и укрепляется потребительская кооперация. Яранский уездный исполком всячески противился образованию Советского уезда и даже выносил решение об упразднении Кукарского районного Совета, но Советский уезд просуществовал 6 лет.
 Август 1918 года — Создана партийная структура РКП(б) и организована Чрезвычайная комиссия (ЧК) под руководством А. И. Крупина.
Сентябрь 1918 года — Органами ВЧК раскрыт заговор о подготовке восстания в Советске купцов и эсеров с целью свержения Советской власти. Наиболее ярые контрреволюционеры арестованы и расстреляны.
 19 сентября 1919 года — Постановлением НКВД окончательно закреплено образование Советского уезда — административно-территориальной единицы Вятской губернии с центром уезда в слободе Кукарка, официально переименованным в город Советск.
7 мая 1920 года — При Публичной библиотеке в городе Советске открыта Библиотека общегородского Союза молодёжи (Детская библиотека).

### Союз Советских Социалистических Республик
1923 — Численность населения города составила 6784 человека.
1924 — Началось повсеместное укрупнение с ликвидацией недавно созданных территориальных образований. Руководство Яранска выступило с инициативой по упразднению нового уезда и возвращению бывшей Кукарки под своё начало; не помогла отстоять Советский уезд как административное образование и поездка представителей города Советска в Москву. Советский уезд ликвидируется; город Советск становится центром укрупнённой волости Яранского уезда. В Яранск вывезены типография и другое имущество.
1925 — После некоторых поворотов в экономике страны, был выдвинут лозунг «Лицом к деревне», со снижением налогов для сельской местности. Бывшие кукарские обыватели, после ликвидации уезда ставшие заправилами общественного мнения, привели городское хозяйство в упадок и обратились с ходатайством, где содержалась просьба: поскольку Советский уезд ликвидирован, они (обыватели) желают обратного преобразования города Советска с причислением поселения к сельской местности. Помими этого, было предложено переименовать Советск в село Рыково в честь революционера А. И. Рыкова). В итоге просьба жителей была удовлетворена и город Советск стал селом Советское.
1926 — В село Советское проведено радио. Население резко сократилось до 4794 человек: в связи с ликвидацией уезда выбыли с семьями в подавляющем большинстве бывшие работники уездных учреждений и организаций; в это же время в Москву и Ленинград возвращаются лица, эвакуированные из столиц в 1918 году.
1928 — В селе Советское врач В. К. Ветошкин возглавил противотуберкулёзную службу.
14 января 1929 года — Постановлением ВЦИК РСФСР Вятская губерния и все её уезды были упразднены, а их территория вошла в состав Нижегородской области РСФСР. При разукрупнении и упразднении уездов образован Советский район в составе Котельнического округа Нижегородского края, село Советское становится центром Советского района, из села преобразовавшись в посёлок Советск с поселковым Советом.
1929 — Открыт Дом культуры.
Февраль 1930 года — Образовано Городское потребительское общество (ГорПО), но в отличие от дореволюционного уже по законам новой социалистической страны.
1930 — Появился первый водопровод для общественных бань. Одновременно была закрыта Успенская церковь и произошёл пуск гидроэлектростанции на реке Немда.
1 июня 1931 года — Открыт Советский противотуберкулёзный санаторий.
6 сентября 1931 года — Библиотека общегородского Союза молодёжи реорганизована в Советскую районную детскую библиотеку.
1931 — Из Советской кружевной артели выделилась Ильинская артель. Построены новый деревянный двухэтажный учебный корпус Суводского лесного техникума с центральным калориферным отоплением и два двухэтажных общежития для студентов, рассчитанные на 400 человек (в комнатах рамещалось от 6 до 12 человек).
7 октября 1932 года — В связи с переименованием Нижнего Новгорода в Горький, Нижегородский край переименован в Горьковский. Посёлок Советск становится центром Советского района в составе Котельнического округа Горьковского края.

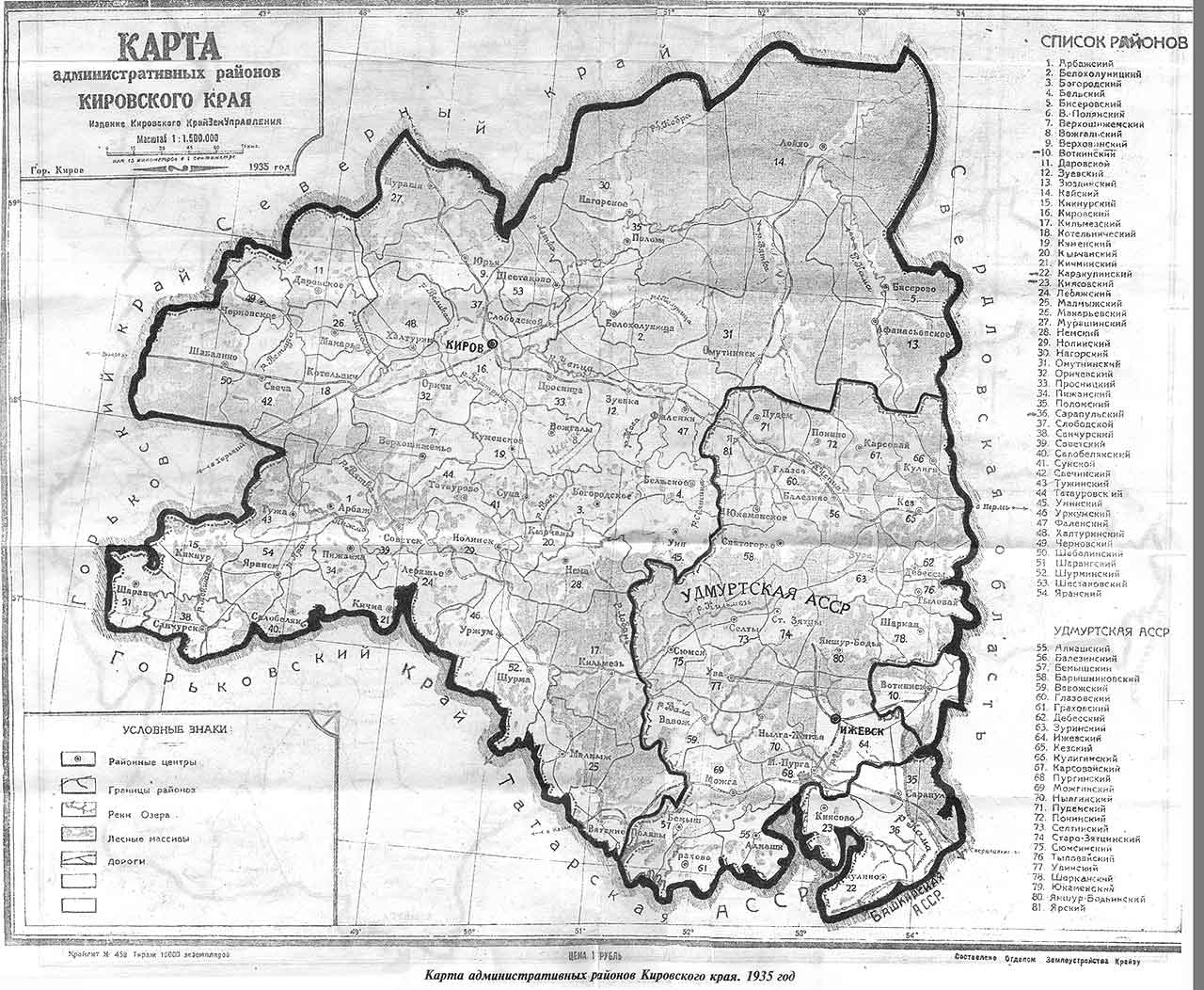
Город Советск на карте Кировского края, 1935 год

7 декабря 1934 года — Одновременно с переименованием города Вятки в Киров, из территории Горьковского края выделяется Кировский край, куда вошёл посёлок Советск, как центр Советского района.
7 декабря 1936 года — В преддверии принятия Конституции РСФСР 1937 года ликвидируется краевое деление в РСФСР; Кировский край переименован в Кировскую область, в которой остался посёлок Советск, как центр Советского района.
9 февраля 1936 года — Открыт Пионерский клуб (Дом пионеров).
14 февраля 1936 года — Открыта хозрасчётная Музыкальная школа; занятия проводились в зданиях общеобразовательных школ; организатор — скрипач Юрий Ежов.
Март 1936 года — Образован Советский дорожно-эксплуатационные участок № 219 (в настоящее время КОГП Вятавтодор Советское ДУ-36).
Осень 1939 года — В связи с приближением 50-летия со дня рождения Председателя Совнаркома СССР Вячеслава Михайловича Молотова, уроженца слободы Кукарки, посёлок Советск повторно преобразован в город со включением в городскую черту села Жерновогорья, областного противотуберкулёзного санатория, Чернушинского кордона, посёлка лесотехникума и недавно открытого 2-го лесозавода.
1939 год — Построено новое здание кинотеатра «Луч».

#### В годы Великой Отечественной войны
1941 — Открыта Советская музыкальная школа.
23 июля 1941 года — Открылась Советская психоневрологическая больница.
Конец августа 1941 года — В Советск эвакуирован Брянский лесохозяйственный институт, который располагался в городе на площадях Суводского лесного техникума до освобождения Брянска от немецкой оккупации;
Сентябрь 1941 года — В Советск эвакуирован Калининский областной академический театр драмы. На новом месте театр открылся постановкой пьесы братьев Тур и Л. Шейна «Очная ставка». В январе 1942 года труппа вернулась в освобождённый Калинин;
1941 — В Советск эвакуирована из Московской области Дмитровская перчаточная фабрика.
1942—1943 — В городе развёрнуты два эвакуационных госпиталя № 4692 и № 5799; они располагались в зданиях педагогического училища и начальной школы № 1.

#### После Великой Отечественной войны
1947 — Покровская церковь возвращена верующим.
1955 — В начале октября открылось регулярное пассажирское автобусное движение по городскому маршруту «Колхозный рынок — Пристань „Советск“ (на реке Вятке)».
1957 — В городском саду построено здание второго в городе кинотеатра «Летний» на 220 мест. В этот же год начался первый приём телепрограмм из Кировского телецентра.
1960 — Открылись городские маршруты пассажирских теплоходов по рекам Вятке и Пижме: «Пристань Советск (на Вятке) — Чернушенский кордон-лесотехникум-лесозавод № 2» и «Пристань Советск (на Пижме) — Лесниково-Борок».
1961 — С установкой первой водонапорной башни появился общий городской водопровод.
1962 — Построено здание аэропорта.
1964 — Началось асфальтирование улиц города; вначале улицы Кирова, затем улицы Ленина. В городе через реку Пижму построен первый постоянный автомобильный деревянный мост на железобетонных опорах. Построен третий в городе кинотеатр «Радуга» в микрорайоне Жерновогорье.
1965 — Установлен собственный телеретранслятор.
3 февраля 1966 года — Организована станция по травам « Диметра».
1967 — Началась газификация городских квартир.
1968 — В городскую черту вошёл микрорайон Печёнкино, началось строительство городской канализации, по реке Вятке организованы регулярные междугородные рейсы скоростных глиссирующих пассажирских теплоходов «Заря» с водомётным движителем от Кирова через Советск до Вятских Полян.
1 сентября 1968 года — Открыт памятник воинам-советчанам.
22 апреля 1970 года — Открыт памятник лидеру Октябрьской революции В. И. Ленину.
1971 — На месте ранее разрушенной Спасской церкви построено здание кафе «Кукарка».
1971 — Построено новое благоустроенное четырёхэтажное кирпичное общежитие для студентов Суводского лесхоза-техникума.
1972 — Построено новое трёхэтажное кирпичное здание средней школы № 1. В освободившемся здании разместилась средняя школа № 2.
1976 — В городе через реку Пижму построен новый железобетонный мост. Советская районная детская библиотека включается в Советскую централизованную библиотечную систему и становится Центральной детской библиотекой.
1977 — Построено новое здание Дома культуры, со зрительным залом на 500 посадочных мест. В освободившееся здание переехал Советский районный краеведческий музей.
1980 — Построены первый крупнопанельный дом и новые корпуса районной больницы; её коечная ёмкость возрастает до 350 коек.
23 февраля 1981 года — Торжественно открыт спортивный комплекс в Суводском лесозе-техникуме.
1985 год — Построен пешеходный мост через реку Пижму на железобетонных опорах ранее снесённого автомобильного деревянного моста.
1986 — В городе построено типовое четырёхэтажное здание поликлиники на 375 посещений в смену.
1989 — Построен новый трёхэтажный учебный корпус Суводского лесхоза-техникума. В освободившееся здание бывшего главного корпуса техникума переехала восьмилетняя школа № 5.

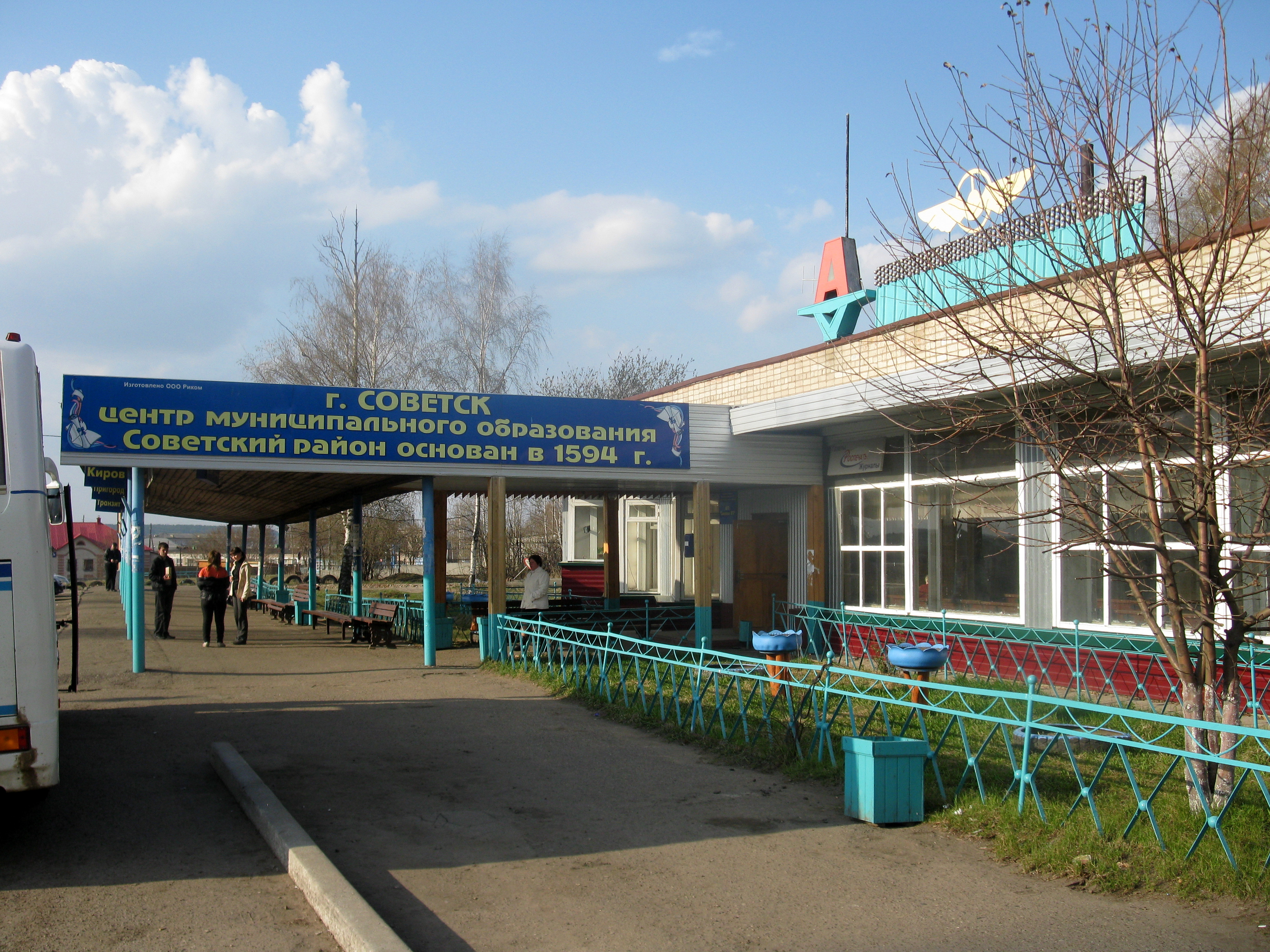
Автобусная станция города Советск. Фотография 2010 года.

1980—1990 годы — Наивысший подъём и развитие инфраструктуры города. Население города выросло до 20 тысяч человек. Работал аэропорт, принимавший самолёты Як-40, Ан-24, Ан-2, совершавшие авиарейсы межобластного и внутриобластного значения. Пристань «Советск» на реке Вятке с залом ожидания регулярно принимала внутриобластные рейсы скоростных пассажирских теплоходов «Заря», а по рекам Вятке и Пижме, проходящим через город, в навигацию работали постоянные городские маршруты пассажирских теплоходов. Автостанция принимала внутри- и межобластные рейсы автобусов ЛАЗ-699 «Турист» и Ikarus-256 и внутрирайонные рейсы автобусов ЛАЗ-695 и ПАЗ-672, на трёх городских маршрутах курсировали автобусы ЛиАЗ-677. В городе были расположены шесть учреждений профессионального образования: Суводской лесхоз-техникум, Советское педагогическое училище, Советское медицинское училище, городское профессиональное техническое училище № 17, сельское профессиональное техническое училище № 39, профессиональное училище № 28. Работали три кинотеатра: «Луч», «Радуга» и «Летний». В разработке находились пять щебёночно-известковых карьеров Суводский, Поповцевский, Кремешковский, Чимбулатский, Береснятский, перевозка камня и грунта велась большегрузными самосвалами: БелАЗ-548А, БелАЗ-540А, Tatra 148, МоАЗ-6014, КрАЗ-256Б.
Декабрь 1990 года — В городе построен железобетонный мост через реку Вятка.

### Российская Федерация
1991 — Ликвидирован аэропорт «Советск».
27 апреля 1998 года — Создан КОГОБУ «Лицей города Советска», учреждение третьей ступени обучения физико-математического и социально-экономического профилей, который разместился на бывших площадях средних школ № 1 и № 2 на улице Ленина.
25 января 2001 года — СПТУ № 39 реорганизовано в КОГПАУ «Техникум промышленности и народных промыслов города Советска».
1 января 2007 года — Создан КОГПОБУ «Индустриально-педагогический колледж города Советска» путём объединения Советского педагогического училища и профессионального училища № 28.
22 декабря 2009 года — Произошла реорганизация ГОУ СПО «Советское медицинское училище» в форме присоединения к КОГБОУ СПО «Кировский медицинский колледж», филиал в Советске.
Февраль 2010 года — Создана Единая диспетчерская служба
2012 — В городе упразднен филиал КОГБОУ СПО «Кировский медицинский колледж».
8 августа 2014 года — КОГКУЗ «Советская Психиатрическая Больница» реорганизована путём образования Советского филиала КОГБУЗ «Кировская областная клиническая психиатрическая больница имени академика В. М. Бехтерева».
2014 — Решением Советской районной Думы Районной детской библиотеке присвоено имя уроженца города, писателя Бориса Александровича Порфирьева.
Апрель 2015 года — По инициативе ветеранов Великой Отечественной войны и первого секретаря Кировского обкома КПРФ, депутата Государственной Думы Федерального Собрания Российской Федерации шестого созыва Сергея Павлиновича Мамаева открыта мемориальная композиция «За советскую Родину!» — танк Т-80Б.

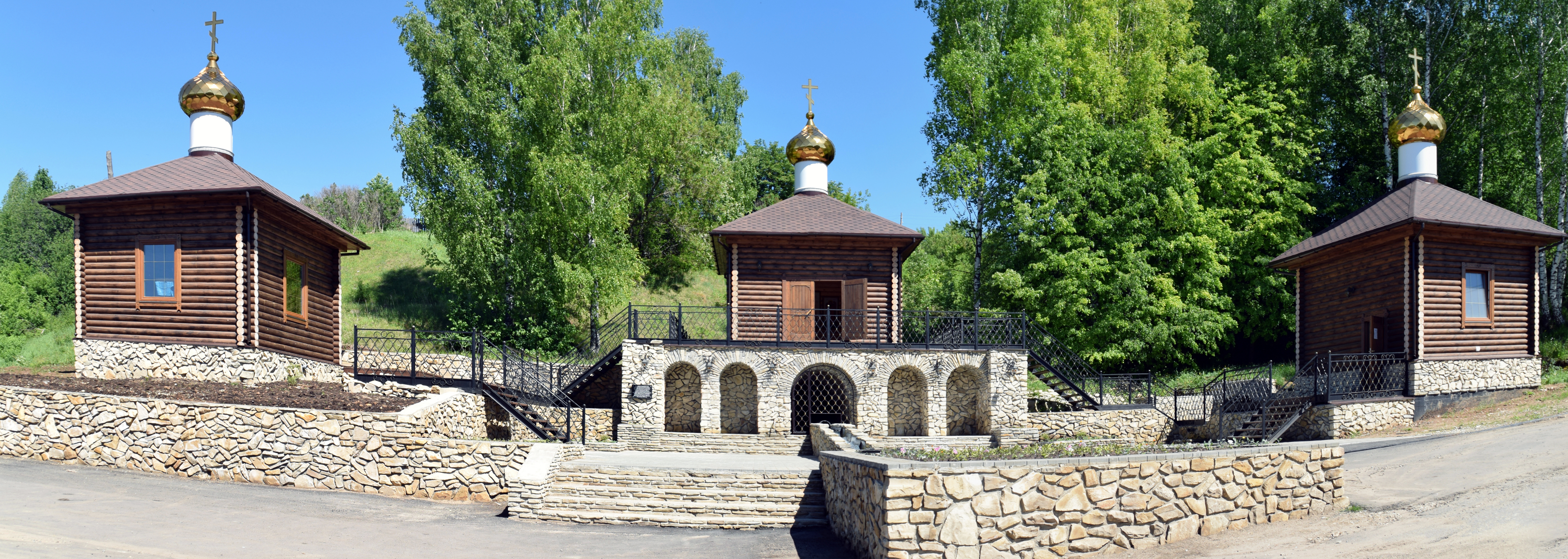
«Смоленцевский ключ», освящённый во имя Смоленской иконы Божией Матери, после реконструкции. Фотография 2019 года.

2016 — Введён в строй новый физкультурно-оздоровительный комплекс «Трёхречье».
2017 — Реконструкция и строительство комплекса зданий часовни у источника «Смоленцевский ключ», освящённых во имя Смоленской иконы Божией Матери
1 ноября 2017 года — Построен и открыт парк «Юбилейный» со стелой «Я люблю Советск».
2018 — Построен новый комплекс кондитерской фабрики «Сладкая слобода».
29 декабря 2019 года — Открыт кинотеатр «Парус».
19 октября 2021 года — На средства федерального гранта завершено благоустройство в исторической части города: обустроены набережная реки Пижмы и Успенская площадь, установлен амфитеатр, построены здания кафе и лодочной станции, реконструировано здание выставочного зала.
7 июля 2022 года — На набережной реки Пижмы открыт памятник «Ладья», посвящённый образованию русской слободы Кука́рка в 1594 году.
1 сентября 2023 года — Восстановление Советского филиала КОГПОБУ «Кировский медицинский колледж».
Современное время — В Советске работают пищекомбинат, мясокомбинат, фабрика по производству перчаток, деревообрабатывающий комбинат и множество мелких деревообрабатывающих предприятий, элеватор. В окрестностях города добывается щебень (в разработке 2 карьера).

## Население
| 1620    | 1870    | 1910    | 1939    | 1959    | 1967    | 1970    | 1979    | 1989    |
| ------- | ------- | ------- | ------- | ------- | ------- | ------- | ------- | ------- |
| 63      | ↗3500   | ↗6000   | ↗10 800 | ↗14 643 | ↗17 000 | ↗17 027 | ↗18 436 | ↗19 368 |
| 1992    | 1993    | 1996    | 1998    | 2000    | 2001    | 2002    | 2003    | 2005    |
| ↘19 100 | ↘18 800 | →18 800 | ↗18 900 | ↘18 700 | ↘18 400 | ↘18 167 | ↗18 200 | ↘17 200 |
| 2006    | 2007    | 2008    | 2009    | 2010    | 2011    | 2012    | 2013    | 2014    |
| ↘16 800 | ↘16 500 | ↘16 200 | ↘15 950 | ↗16 598 | ↗16 600 | ↘16 352 | ↘16 195 | ↘15 868 |
| 2015    | 2016    | 2017    | 2018    | 2019    | 2020    | 2021    |         |         |
| ↘15 729 | ↘15 719 | ↘15 646 | ↘15 538 | ↘15 434 | ↘15 172 | ↘14 626 |         |         |

На 1 января 2025 года по численности населения город находился на 795-м месте из 1124 городов Российской Федерации.

## Геральдика
Герб периода СССР

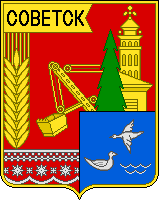
Герб города Советска 1972 г.

Разработан Леонидом Николаевичем Крупиным и утверждён исполнительным комитетом Советского городского Совета депутатов трудящихся 21 июня 1972 года: «В червлёном щите золотой экскаватор покоится на ступенчатой оконечности, сопровождаемый справа золотым же колосом, слева — золотой же пожарной каланчой. Поверх всего слева изумрудная ель. Оконечность рассечена. В правой пониженной золотой части диамантовый орнамент. В левой повышенной лазоревой части золотая плывущая влево утка, сопровождаемая слева двумя золотыми же волнообразными укороченными поясами, вверху летящей уткой, золотой же. В незавершённой золотой вершине название города диамантом».
Современный герб
Номер в Геральдическом регистре РФ: № 723
Утверждён решением Советской районной Думы от 31.01.2001 № 7
Современный флаг
Номер в Геральдическом регистре РФ: 724
Утверждён решением Советской районной Думы 31.01.2001 № 8

## Народные промыслы

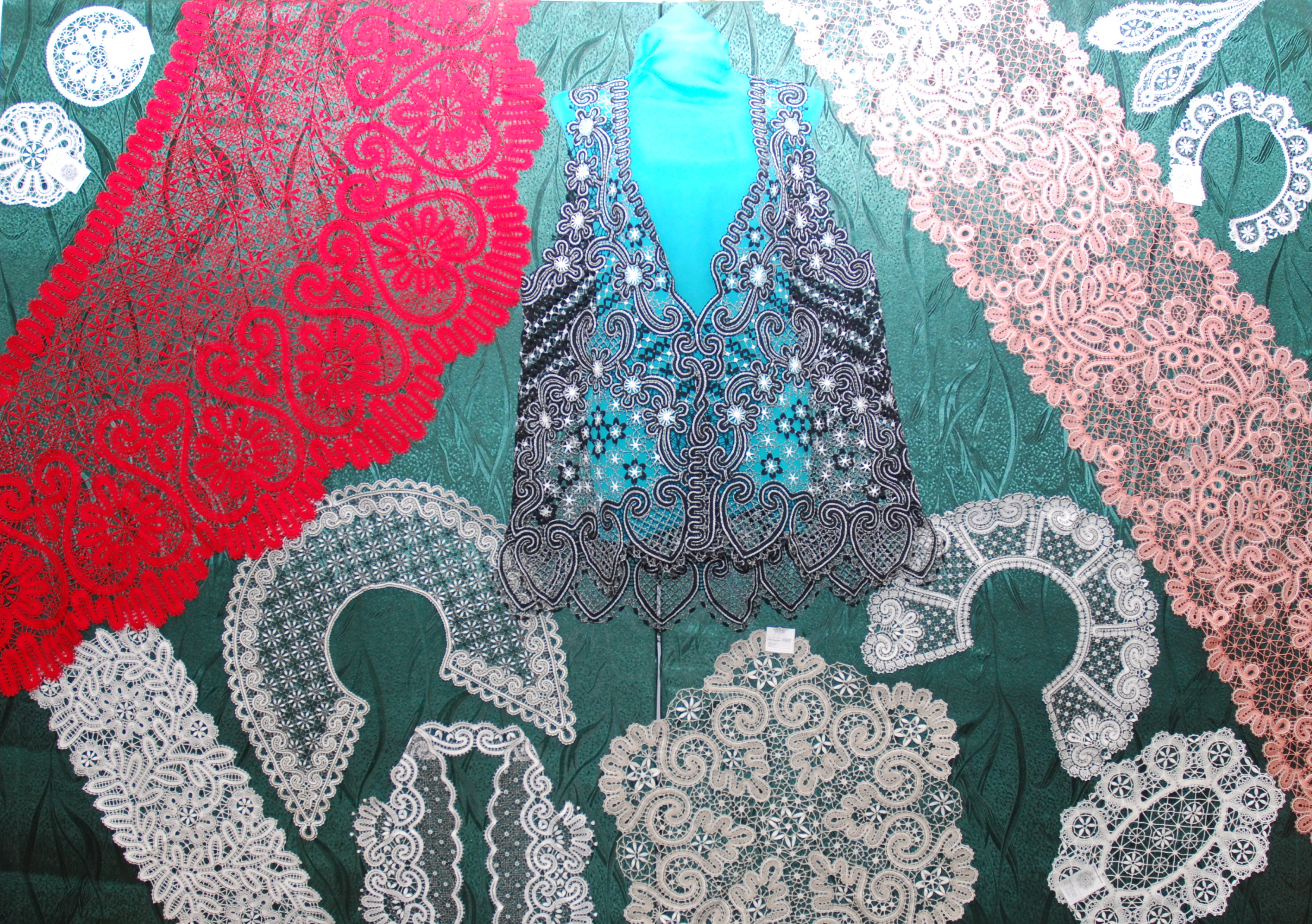
Образцы Кукарского (Вятского) кружева

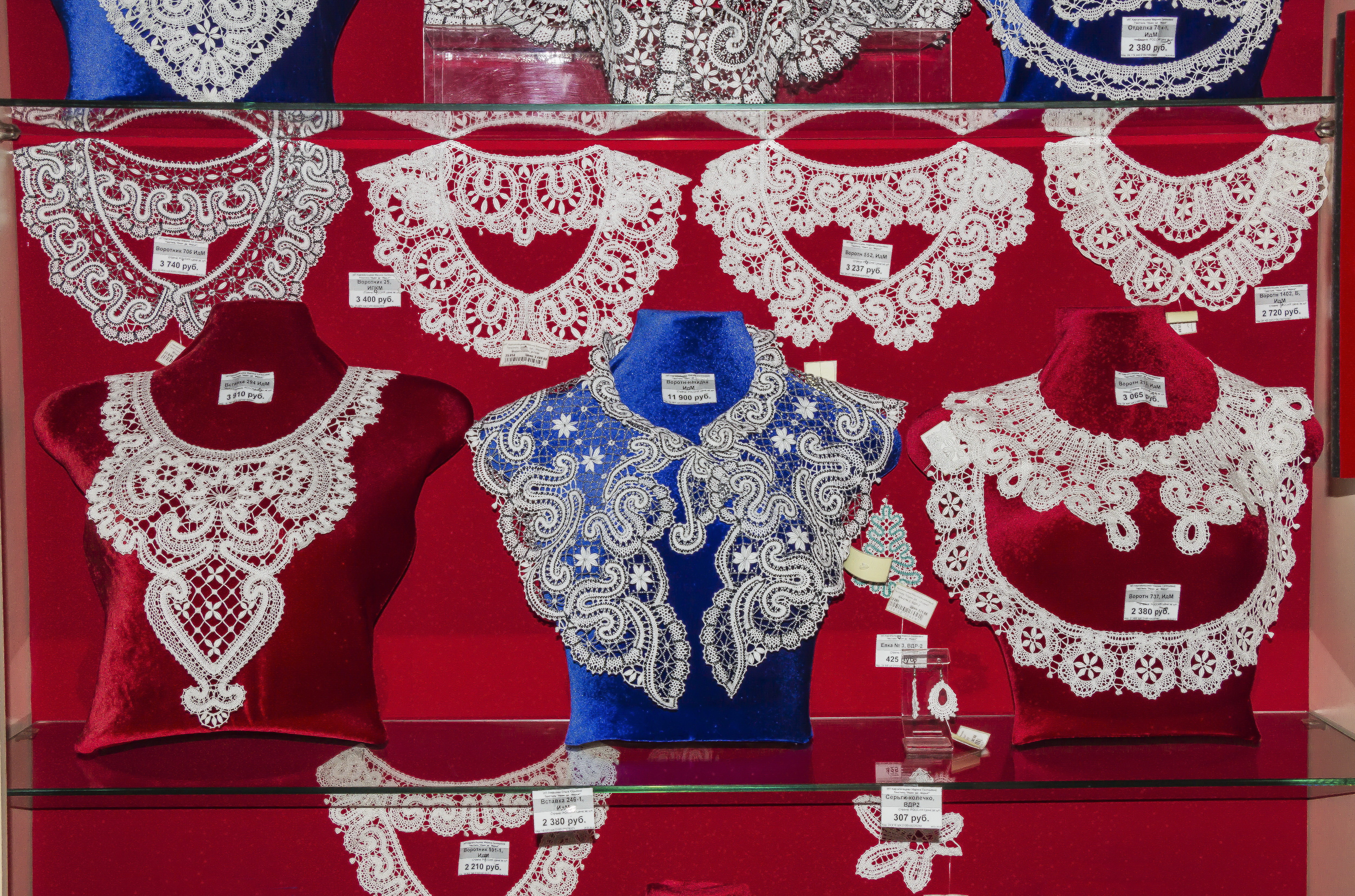
Кукарские кружева сегодня

Советск известен не только в России, но и за рубежом своими народными художественными промыслами:

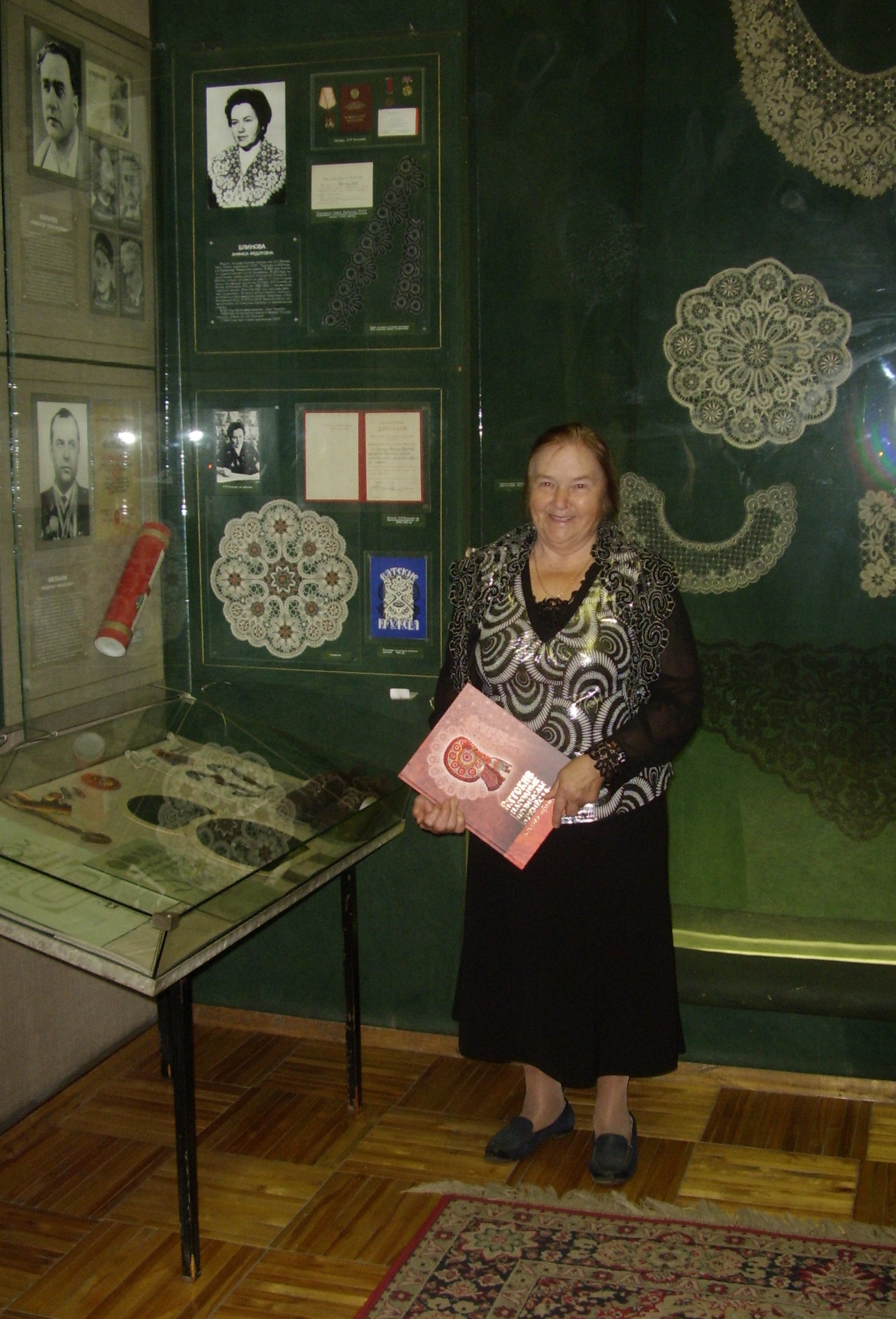
Художник по кружеву
А. Ф. Блинова

- Кукарское кружево — кружевоплетение в слободе Кукарка и окрестностях появилось в XVIII веке и является разновидностью вятского кружева. Кружевные панно, воротнички, пелерины, выполненные здешними мастерицами можно увидеть во многих музеях мира. В наши дни в Советске работает профессиональное учебное заведение, где обучаются современные кружевницы. Изделия советских кружевниц — панно, скатерти, салфетки, воротники, пелерины, шали, жакеты и жилеты.
- Изделия из капа.
- Валяние валенок — В городе находится ОАО фирма «Валенки» — одно из известнейших предприятий в России по производству валенок.
- Лозоплетение.

## Учреждения образования и культуры

### Учреждения детского образования и народного творчества
- МУК «Районный дом народного творчества»; современное здание построено в 1977 году.
- МОУДОД «Детская школа искусств имени М. С. Завалишиной». Основана в 1941 году; организатором и первым директором школы была советский композитор Мария Семёновна Завалишина. В школе открыты отделения:
  - инструментальное исполнительство (народное, академическое, эстрадное);
  - вокальное искусство (народное, эстрадное), хореография, эстетическое (художественное искусство).
- МУК «Клуб ветеранов»
- МУК «Родыгинский сельский дом культуры „Рапсодия“», который находится в ближайшем пригороде города Советска и является любимым местом отдыха жителей Юго-Западного микрорайона.

### Школы
- КОГОБУ «Лицей города Советска».
- МОУ «СОШ с углублённым изучением отдельных предметов № 1».
- МОУ «СОШ с углублённым изучением отдельных предметов № 2».
- МКОУ «ООШ № 4».
- МСОУ «Специальная (коррекционная) общеобразовательная школа-интернат II вида г. Советска Кировской области»

### Музеи. Библиотеки

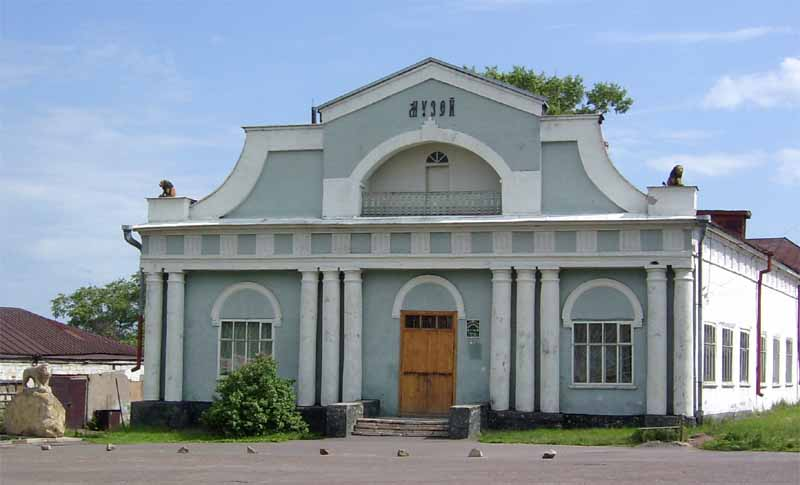
Здание краеведческого музея

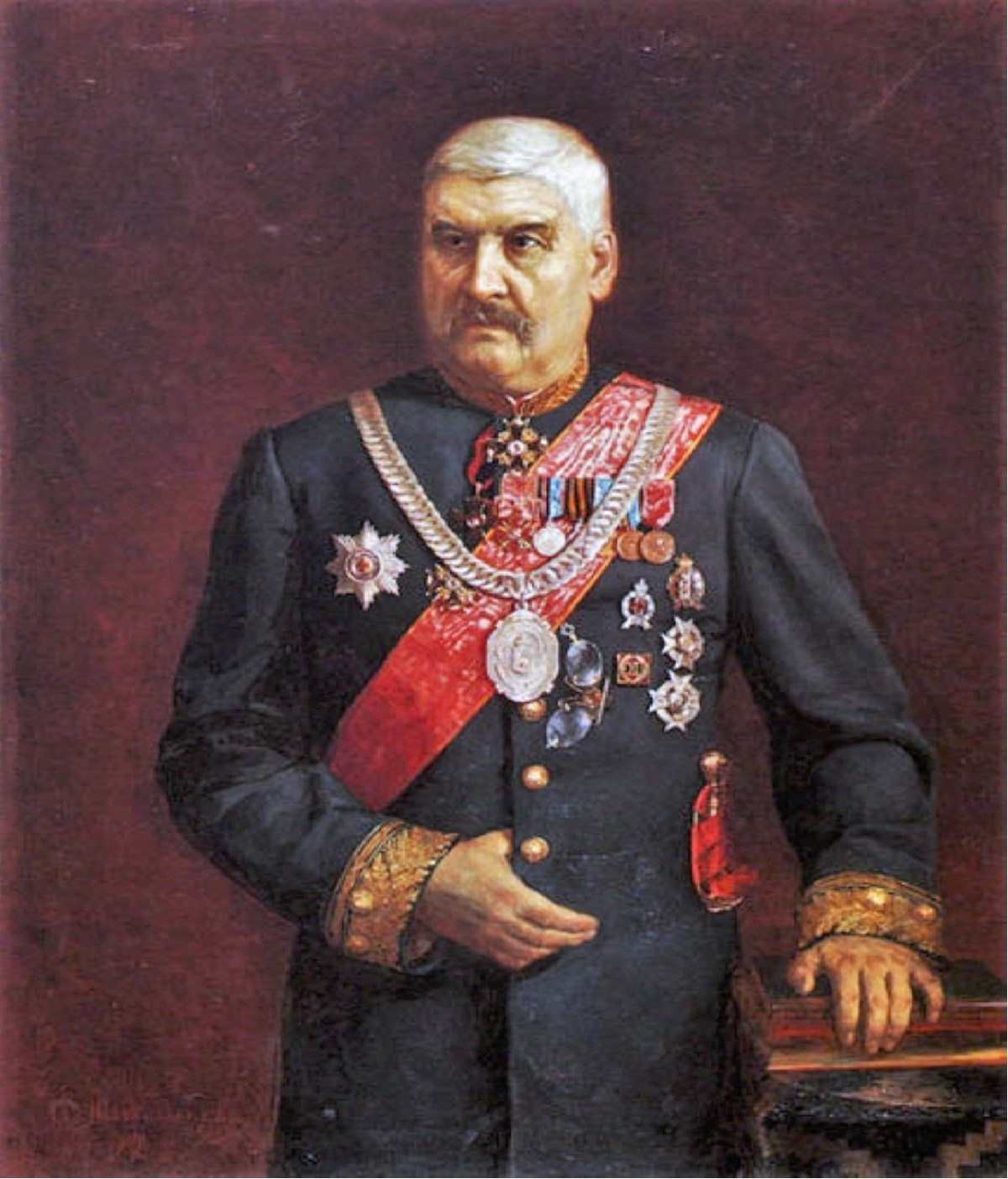
Действительный статский советник, почётный гражданин городов Вятка, Самара и София П. В. Алабин

Уроженец г. Советска, писатель Борис Александрович Порфирьев

МУК «Советский районный краеведческий музей»
Советский районный краеведческий музей открыт 16 июня 1910 года.
Центральная районная библиотека им. П. В. Алабина
Входит в МУК «Советская межмуниципальная библиотечная система». Библиотека была открыта в 1861 г. по инициативе управляющего Вятской удельной конторой П. В. Алабина на пожертвования жителей слободы Кукарки. В 1865 году купец Самоделкин Иван Филиппович построил для библиотеки дом по ул. Вятской (ныне ул. Красноармейская, дом не сохранился), купил на свои деньги мебель и пожертвовал для библиотеки около 150 томов из своей библиотеки. Обязанности библиотекаря исполнял помощник учителя Глушков Николай Анфиногенович. С 1865 — публичная библиотека, с 1934 — районная библиотека. 23 февраля 2001 года решением районной Думы Советского районой библиобеке присвоено имя П. В. Алабина. В 2006 году центральная библиотека им. П. В. Алабина отметила свой 145-летний юбилей проведением Алабинских чтений.
Районная детская библиотека им. Б. А. Порфирьева
Входит в МУК «Советская межмуниципальная библиотечная система». В 1967 году Советской детской библиотеке присвоен диплом «Лучшая библиотека РСФСР». В 1970-м году детской библиотеке присуждён диплом победителя Всесоюзного общественного смотра библиотек, посвящённого 100-летию со дня рождения В. И. Ленина.

### Учреждения профессионального образования

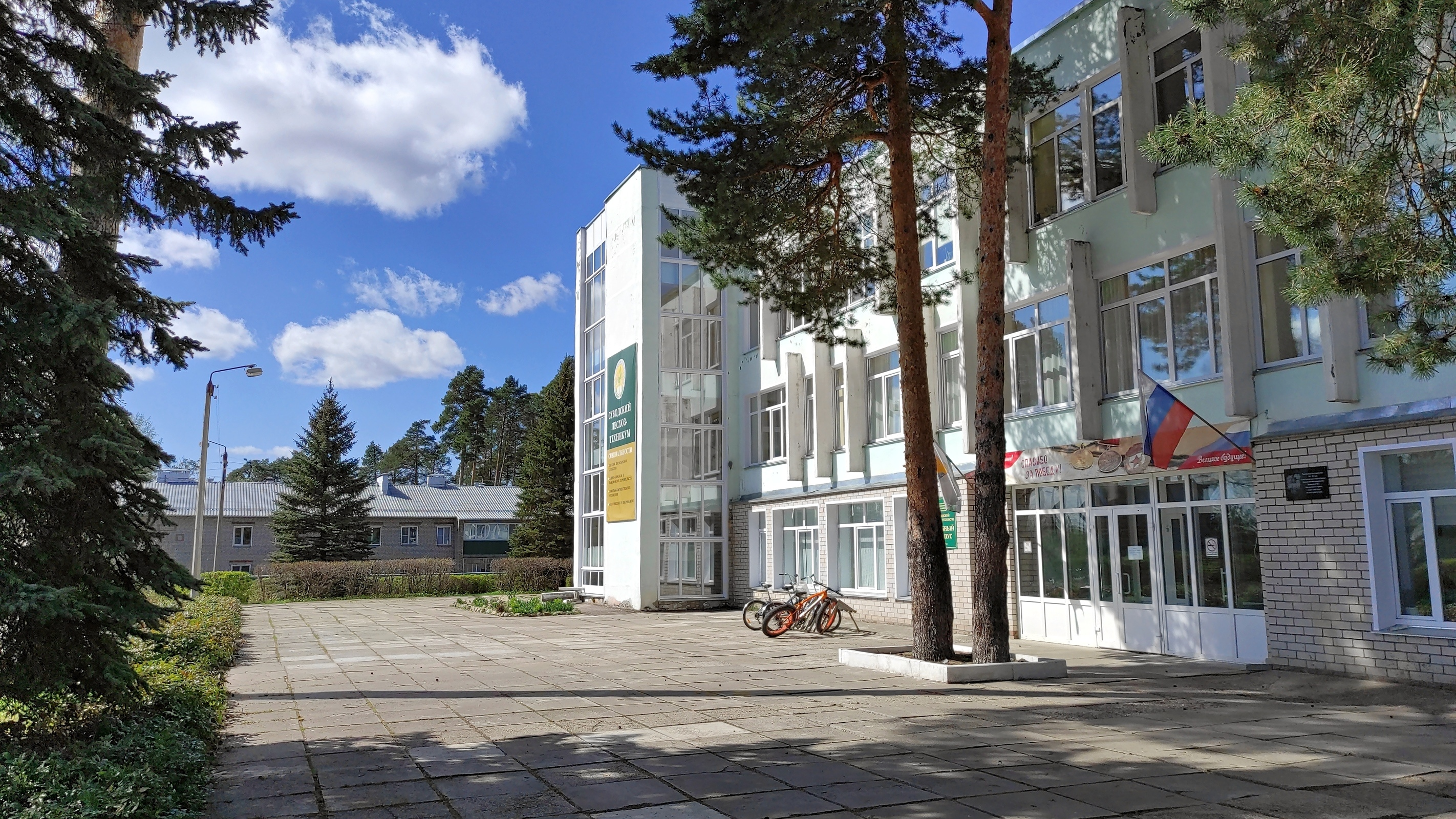
Учебный корпус Суводского лесхоза-техникума, весна 2023

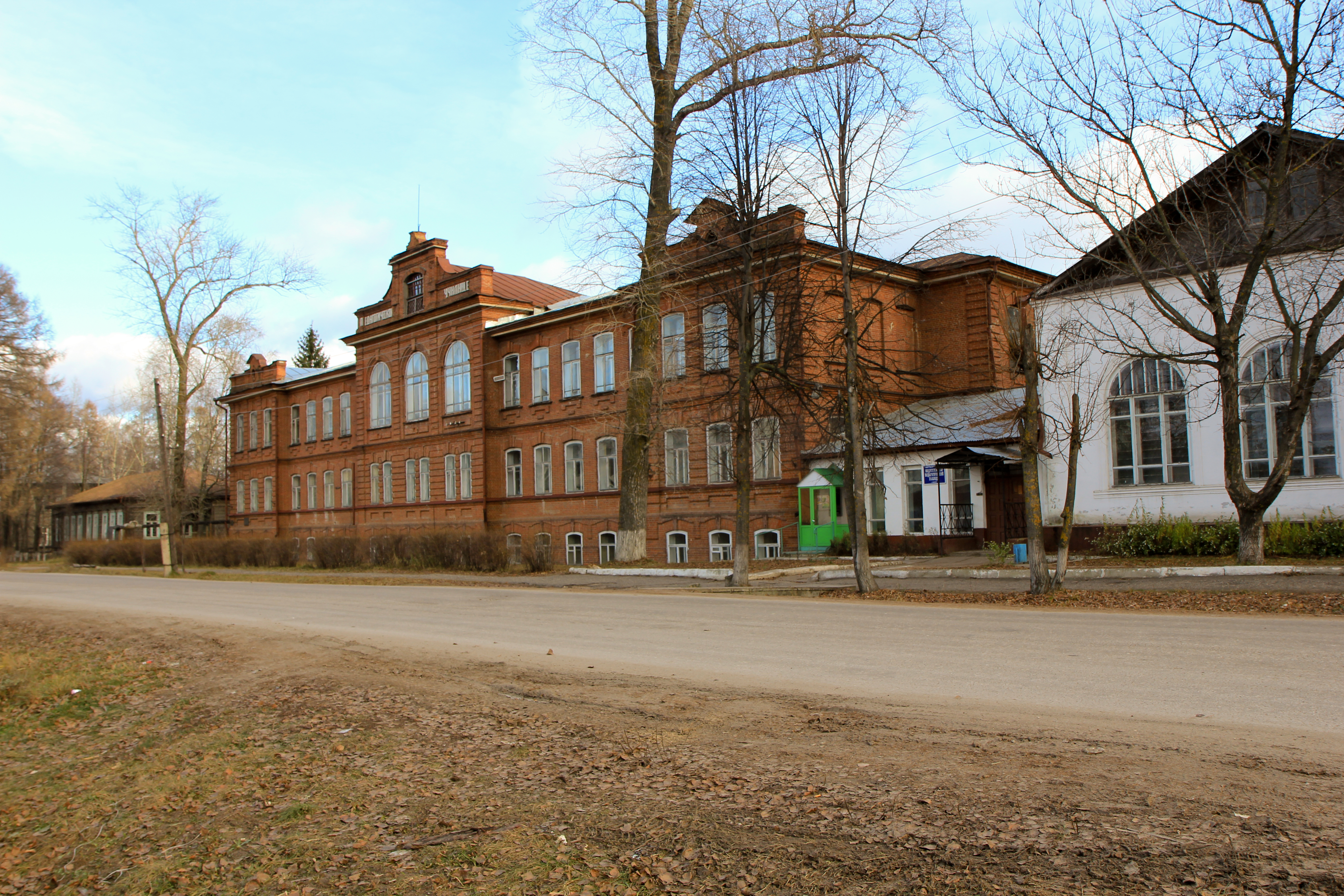
Главный корпус Индустриально-педагогического колледжа

Учреждения среднего профессионального образования:
- КОГПОБУ «Суводский лесхоз-техникум», ул. Мира, 26А (год основания — 1896, как Cуводская низшая лесная школа);
- КОГПОБУ «Индустриально-педагогический колледж г. Советска», ул. Крупской, д. 26 (ведёт начало от двух учреждений Кукарской школы кружевниц, год основания — 1893, и Кукарской учительской семинарии, год основания — 1903);
- КОГПОАУ «Техникум промышленности и народных промыслов г. Советска», ул. Первомайская, 24 (год основания — 1936, как Советская школа комбайнёров);
- Советский филиал КОГПОБУ «Кировский медицинский колледж».

## Здравоохранение и социальная защита
Учреждения здравоохранения
- КОГБУЗ «Советская центральная районная больница» (зона обслуживания: город Советск, Советский район).
- Филиал ФБУЗ «Центр гигиены и эпидемиологии в Кировской области в Советском районе» (зона обслуживания: город Советск, Советский район, Верхошижемский район, Пижанский район, Тужинский район, Кикнурский район, Яранский район, Санчурский район).
- Советский филиал ФГУП «Приволжский окружной медицинский центр экспертизы качества препаратов крови и исследования фракционирования донорской плазмы Федеральной службы по надзору в сфере здравоохранения и социального развития».
- ООО Медицинский центр «Стоматология», Советск.
- ООО Лечебно-консультационный сервис-центр «Лисс», Советск.

Учреждения соц. защиты
КОГБУСО «Советский психоневрологический интернат» (зона обслуживаниягород Советск, Советский район, Верхошижемский район).
КОГАУСО «Межрайонный КЦСОН в Советском районе» (зона обслуживаниягород Советск, Советский район, Верхошижемский район, Пижанский район, Лебяжский район).

## Спорт

### Спортивная снегоходная трасса
В пригороде Советска (село Петропавловск) оборудована спортивная снегоходная трасса, где регулярно проводится этап Кубка России по снегоходному кроссу под руководством Федерации мотоциклетного спорта России. Протяжённость трассы — 1450 м. Находится она в естественном рельефе местности — глубокой долине речки Ишлык, что ценится спортсменами и удобно для зрителей и организаторов.

## Кинотеатры
Кинотеатр «ПАРУС»
Первый сеанс состоялся 29 декабря 2019 года, показывался фильм «Иван Царевич и Серый Волк- 4».

## Транспорт

### Маршруты городских автобусов
- № 1 (Городская баня — Пристань)
- № 2 (Городская баня — Лесозавод № 2)

### Мосты Советска
- Кировский мост через реку Вятка
- Новый мост через реку Пижма
- Старый мост (пешеходный) через реку Пижма
- Монастырский мост через реку Кукарка (приток Пижмы)
- Смоленцевский мост через реку Кукарка (приток Пижмы)
- Пешеходный мост через реку Кукарка (приток Пижмы)
- мост через реку Немда (приток Пижмы)
- мост через реку Чернушка (приток Вятки)

### Автодороги
- Автодорога номер ЗЗР-008: Киров — Верхошижемье — Советск — Пижанка — Яранск (протяжённость — 205,3 км)
- Автодорога номер 33К-030: Советск — Лошкари (Советский район) — граница Республики Марий Эл, далее другие дороги на Йошкар-Олу (протяжённость — 37,5 км)
- Автодорога номер 33Н-010:  Криуша (Арбажский район) — Советск — Лебяжье — Вершинята (Уржумский район), далее другие дороги на Уржум (протяжённость — 125,9 км)

## Сотовая связь
| Сеть сотовой связи | Юридическое лицо                              | Стандарт связи |
| ------------------ | --------------------------------------------- | -------------- |
| Мегафон            | ПАО «Мегафон», Уральский филиал               | GSM, UMTS, LTE |
| МТС                | ПАО «Мобильные ТелеСистемы», Кировский филиал | GSM, UMTS, LTE |
| Билайн             | ПАО «Вымпел-Коммуникации», Кировский филиал   | GSM, UMTS      |
| Tele2              | ООО «Т2 Мобайл», Кировский филиал             | GSM, UMTS, LTE |

## Торговые сети
- «Пятёрочка»
- «Магнит»
- «Светофор»
- «Красное&Белое»
- «DNS»
- «Fix Price»

## Достопримечательности
Советск в 2002 году был включён в список исторических поселений России.
В ГОРОДЕ
Памятники истории

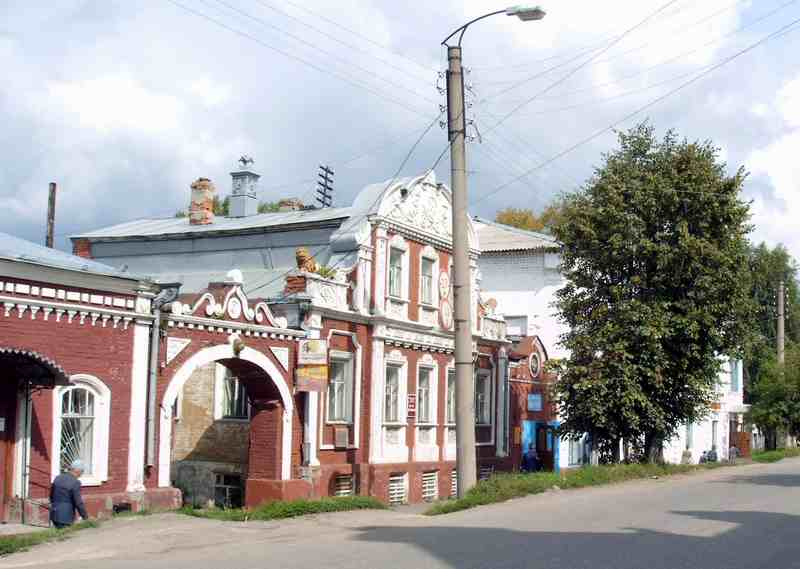
Дом купчихи Лебедевой

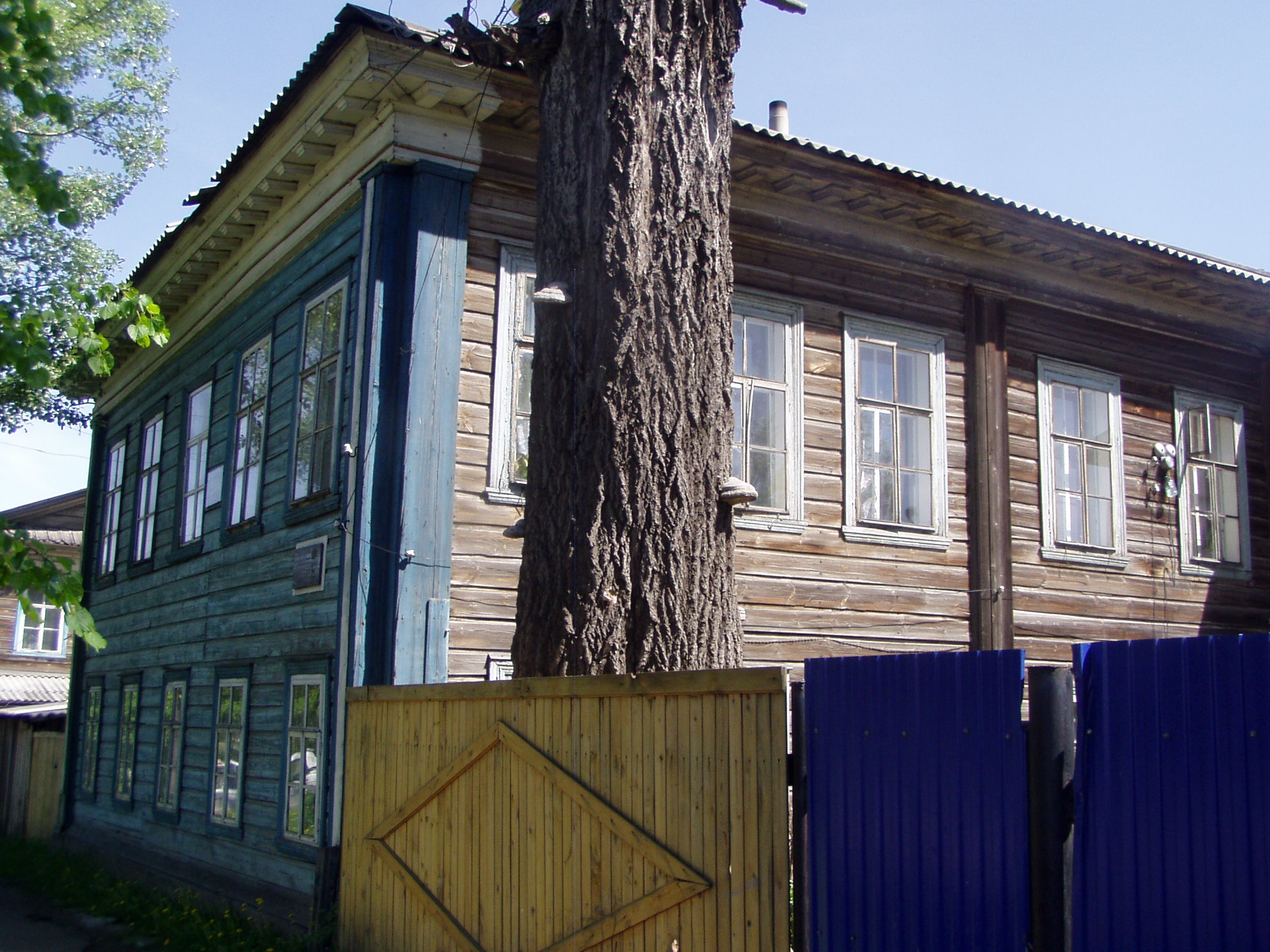
Дом, где родился В. М. Молотов

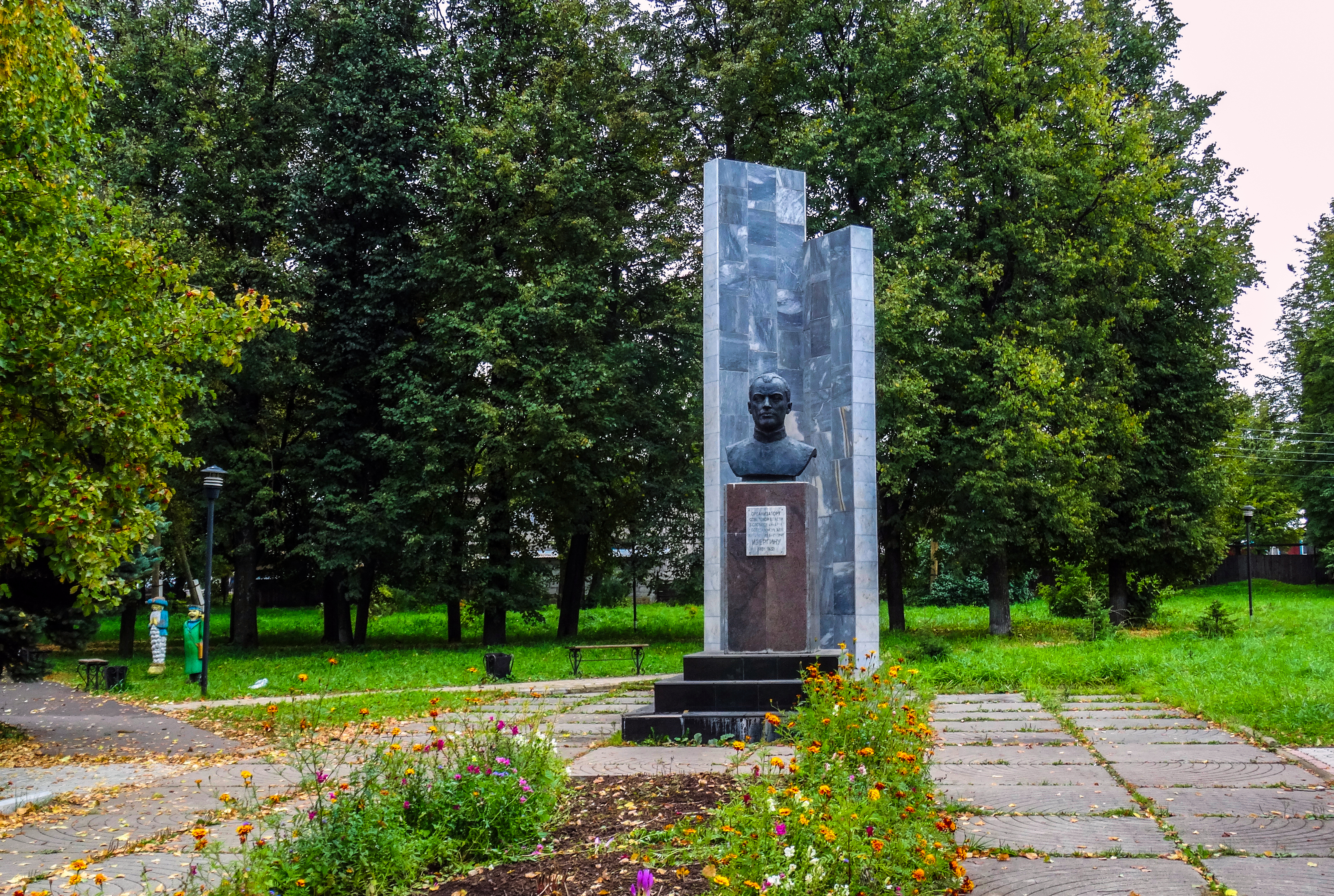
Могила и бюст М. И. Изергина

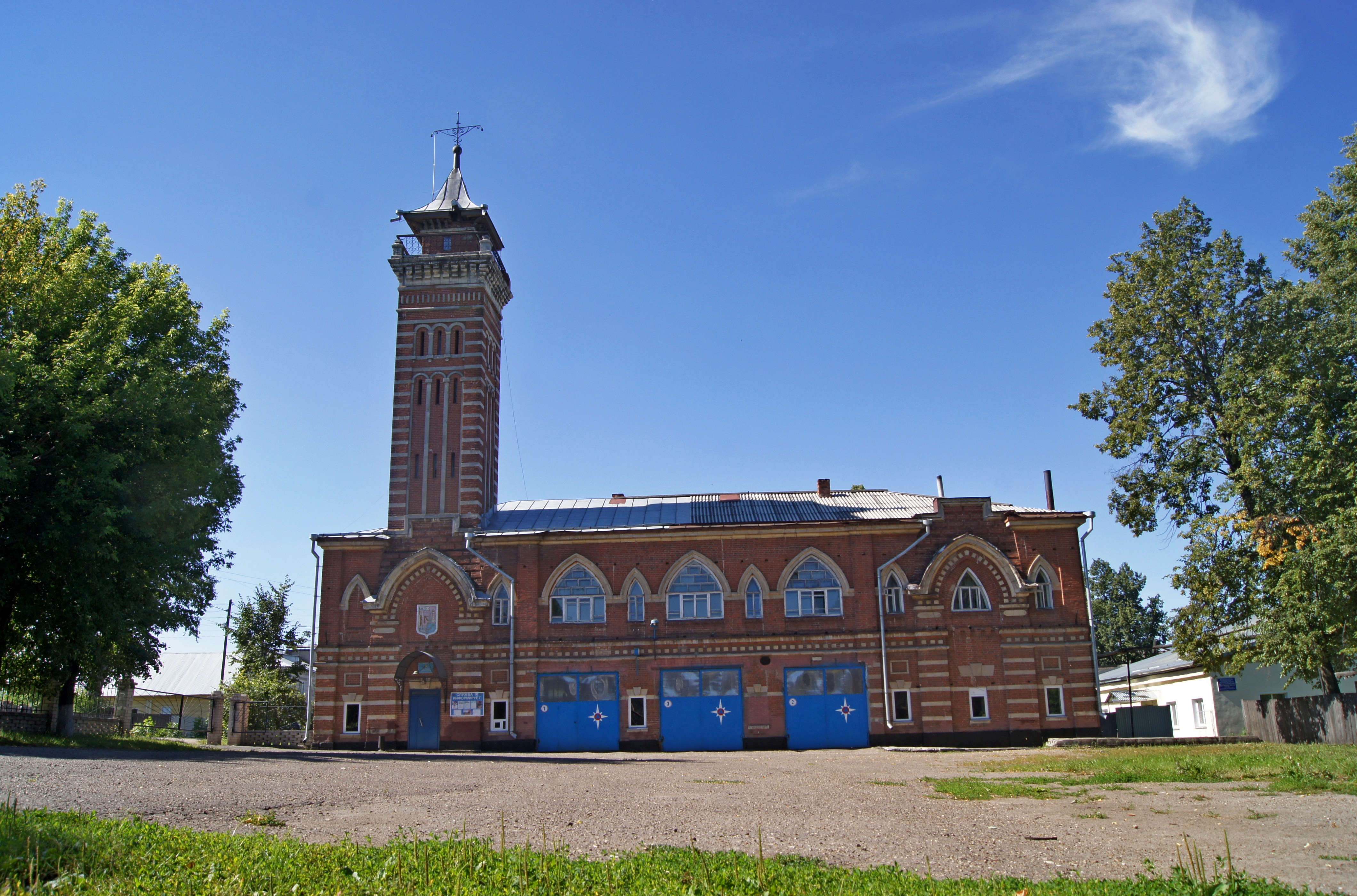
Здание пожарного корпуса с каланчой

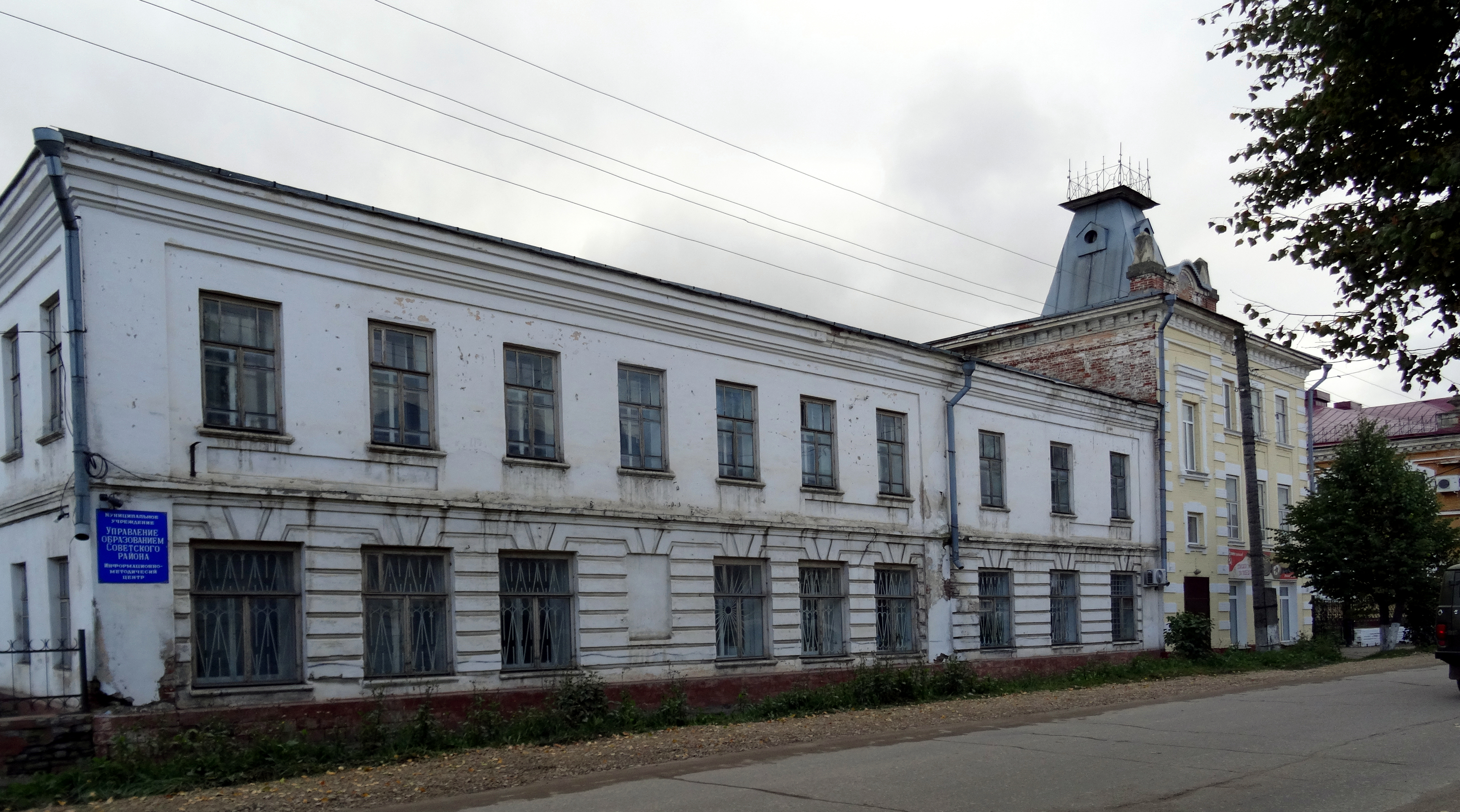
Здание, где работал первый исполком совета рабочих, крестьянских и солдатских депутатов

- Дом в котором родился Молотов Вячеслав Михайлович, председатель Совета народных комиссаров СССР — ул. Энгельса, 22.
- Здание, где находился штаб роты части особого назначения (чон) — улица Кирова, 39.
- Здание, где прошло 1-е заседание исполкома совета рабочих, крестьянских и солдатских депутатов — улица Кооперативная, 10.
- Дом, в котором жил и работал заслуженный деятель искусств РСФСР, художник Вшивцев С. А. — улица Кооперативная, 69.
- Здание, где размещались комитеты РКП(б) и РКСМ, отсюда уходили добровольцы на борьбу с интервентами и белогвардейцами — улица Красноармейская, 16.
- Здание, в котором помещался в 1918 году Первый Кукарский Революционный Комитет и штаб Кукарского отряда Красной Гвардии  — улица Ленина, 13.
- Здание, где работал первый исполком совета рабочих, крестьянских и солдатских депутатов. Здесь была создана комсомольская организация слободы Кухарки — улица Ленина, 20.
- Жерновогорская штольня (Советская штольня) — подземная каменоломня в черте города — ул. Лермонтова, 8.

Памятники архитектуры
- Здание пожарного корпуса с каланчой (построено в 1905 г., архитектор И. А. Чарушин) — ул. Энгельса, 47
- Здание Дома ветеранов (дом купчихи Лебедевой, с 1917 года в здании находился ревком) — ул. Ленина, 21.
- Здание церкви Покрова Пресвятой Богородицы (построено в 1690 г.), самое древнее сохранившееся здание города — ул. Колхозная, 25.
- Здание Успенской церкви — улица Малькова, 9.
- Здание главного корпуса индустриально-педагогического колледжа (бывшее здание учительской семинарии, 1903 г.) — ул. Крупской, 26.
- Здание лицея города Советска (бывшее здание женской гимназии, 1905 г.) — ул. Ленина, 24.

Памятники монументального искусства
- Аллея Героев, Памятник воинам- советчанам, погибшим и пропавшим без вести в годы Великой Отечественной войны (поставлен 1 сентября 1968 г.) и Мемориальная композиция «За советскую Родину!», танк Т-80Б (открыта в 2015 г.) — пл. Малькова, 6.
- Памятник Михаилу Ивановичу Изергину, основателю советской власти в Кукарке и реорганизатору слободы (посёлка) Кукарки в город Советск — ул. Ленина, 50.
- Памятник Владимиру Ильичу Ленину, руководителю Октябрьской революции 1917 года (установлен 22.04.1970 г. к 100-летию со дня рождения). Скульптор — заслуженный деятель искусств Р. Ф. Завалов — ул. Ленина, 32.
- Памятник ЛАДЬЯ, установлен 7 июля 2022 год, на набережной реки Пижмы, посвящённ образованию русской слободы Кука́рка в 1594 году в ходе присоединения и освоения марийского края, во время правления Царя всея Руси Фёдора I Иоанновича. Памятник изготовлен на кузнечном предприятии «ЧирКовка» г. Пермь, мастерами по металлу Юрием Чирковым (автор идеи) и Анатолием Батевым — пл. Малькова, 2.

Музей, парки (сады) и др. 
- Историческая часть набережной реки Пижмы и Советский краеведческий музей (находится в бывшем здании Спасо-Преображенской церкви, 1752 г.) и — ул. Малькова, 6.
- Дендрологический сад имени В. Е. Масленникова и тропическая оранжерея Суводского лесхоза-техникума — Лесотехникумский тракт. Дендрологический сад был заложен в 1975 году заречной части города Советска, недалеко от Суводского лесхоз-техникума. Общая площадь коллекционного отдела составляет 5 гектаров. Здесь собраны многие деревья и кустарники, характеризующие лесную флору бывшего СССР.Также в саду находятся малые архитектурные формы — клумбы, авторские сказочные скульптуры и арт-объекты, такие-как полюбившиеся гостям и туристам «Усадьба хоббитов» (2018 г.) и «Дом Шрека» (2020 г.), автор А. А. Вдовенко. В тропической оранжерее, площадью 350 м2, собрано более пятисот видов и форм тропических, субтропических растений и суккулентов. Коллекция цитрусовых растений, которые плодоносят круглый год, насчитывает более пятидесяти экземпляров. (Экскурсии проводятся в выходные дни строго по заявкам, направленным не позднее чем за 2 дня)
- Городской сад — ул. Крупской, 20а.
- Парк Ленина и городской фонтан (открыт 1970 году, реконструирован в 2016 году) — ул. Ленина, 32.
- Парк Юбилейный— ул. Строителей, 20.
- Сквер на площади Революции — ул. Ленина, 50.
- Парк поэтессы Ларисы Александровны Поляковой

Памятники природы

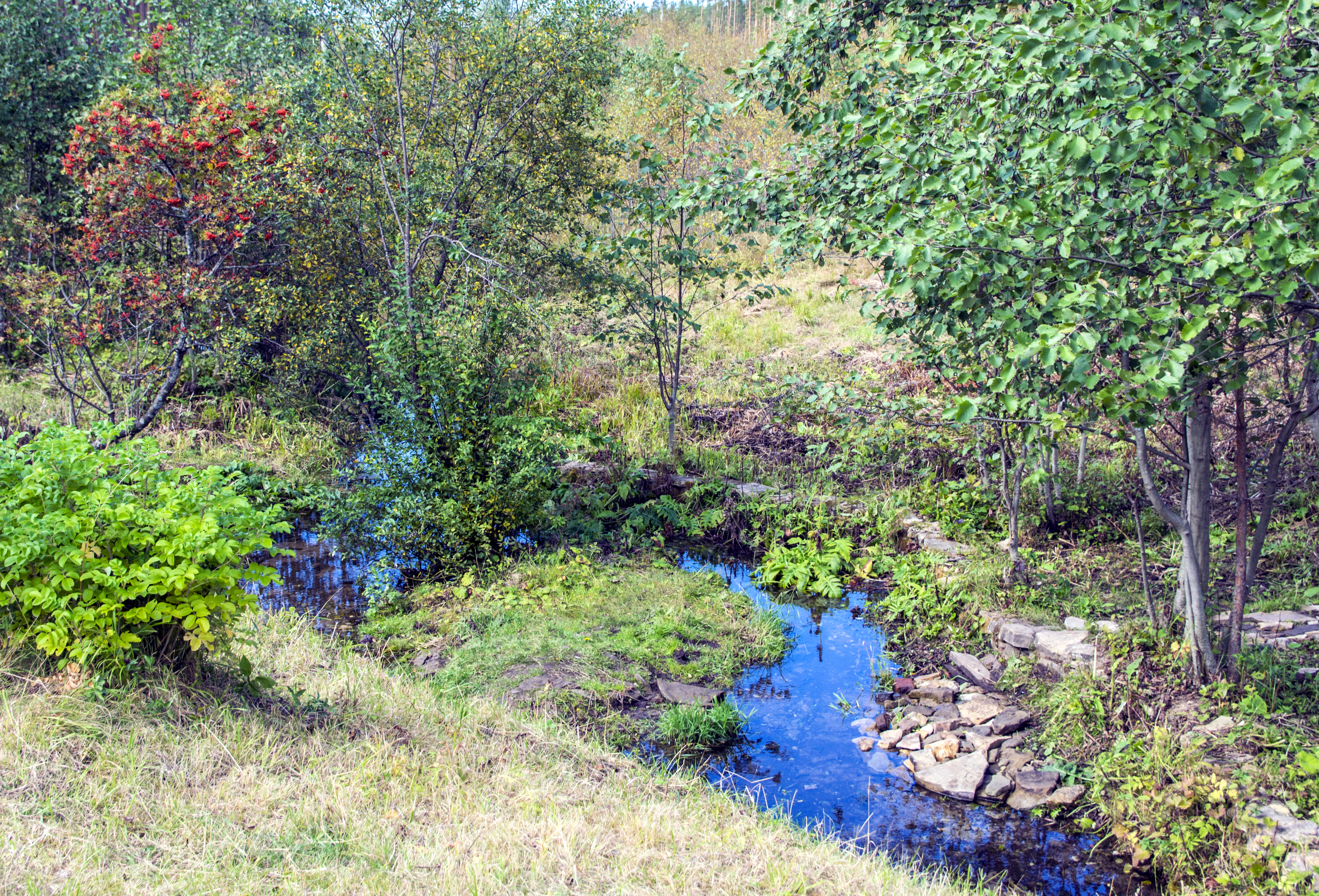
Царский ключ

- Родник Царский ключ — представляет собой родник в живописном месте среди соснового леса — Лесотехникумский тракт.
- Древовидные можжевельники — можжевеловые деревья до 18 м высотой при диаметре ствола до 31 см, наглядный пример проявления характерного для этого вида полиморфизма — Лесотехникумский тракт.

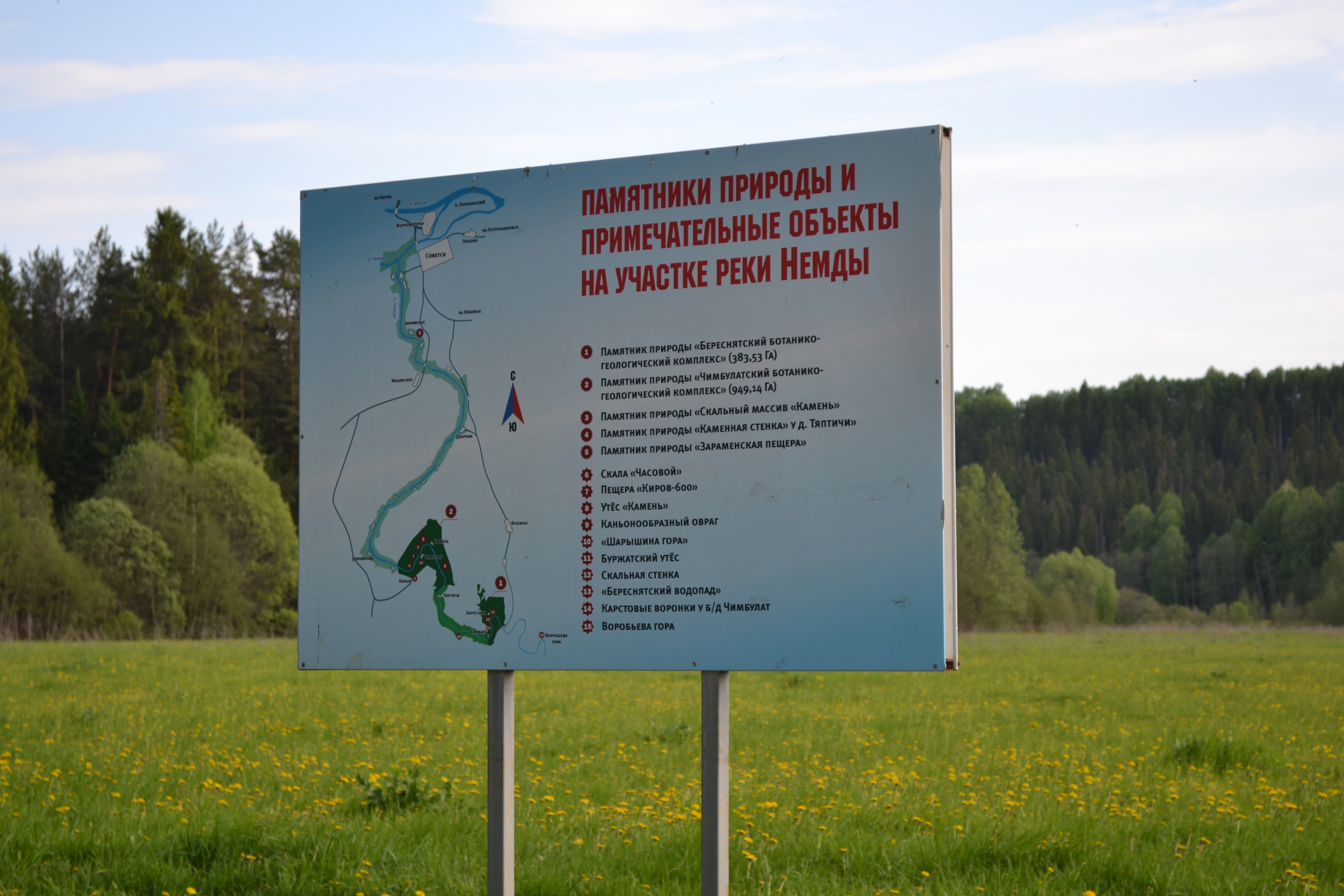
Береснятский ботанико-геологический комплекс

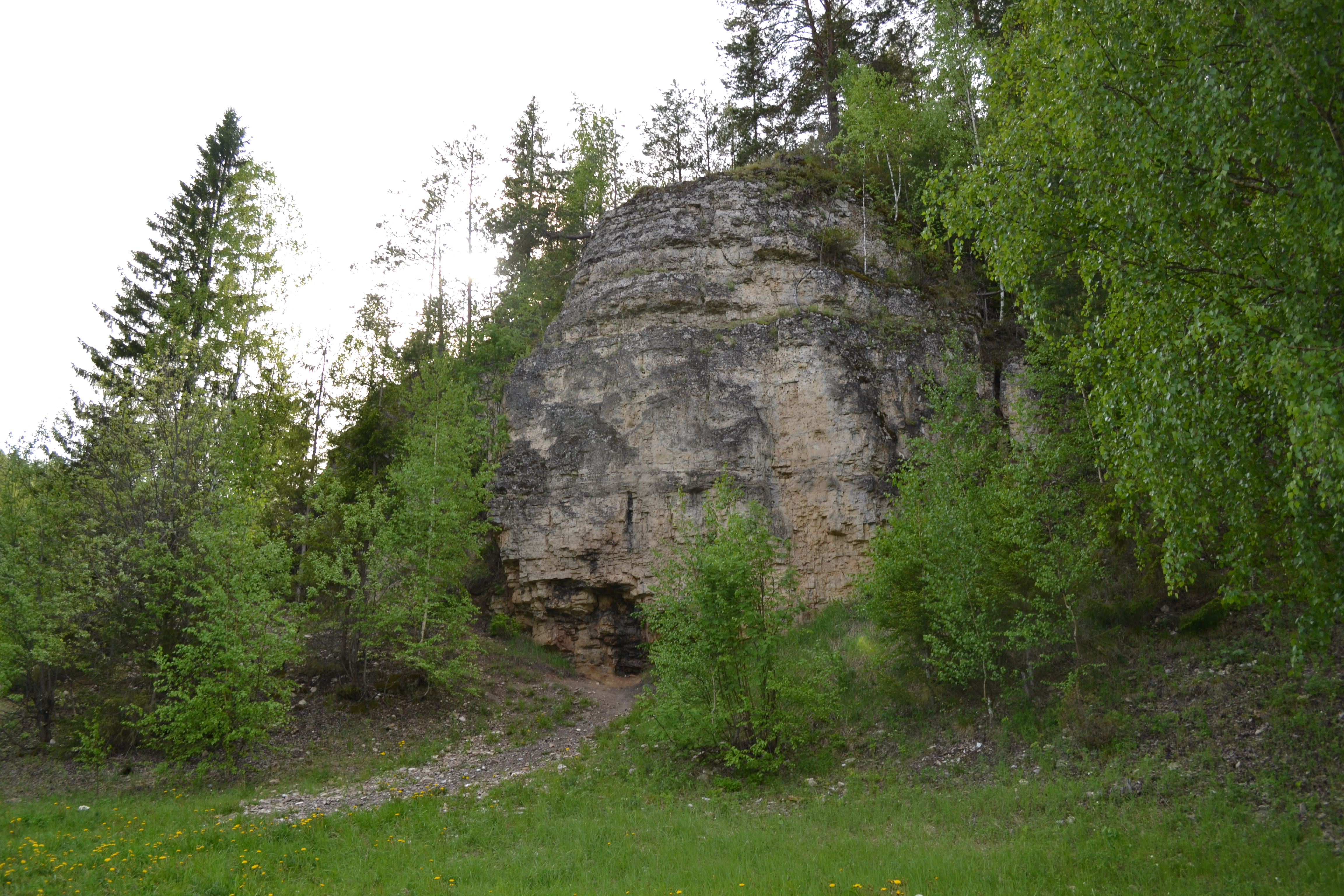
Буржуатский утёс

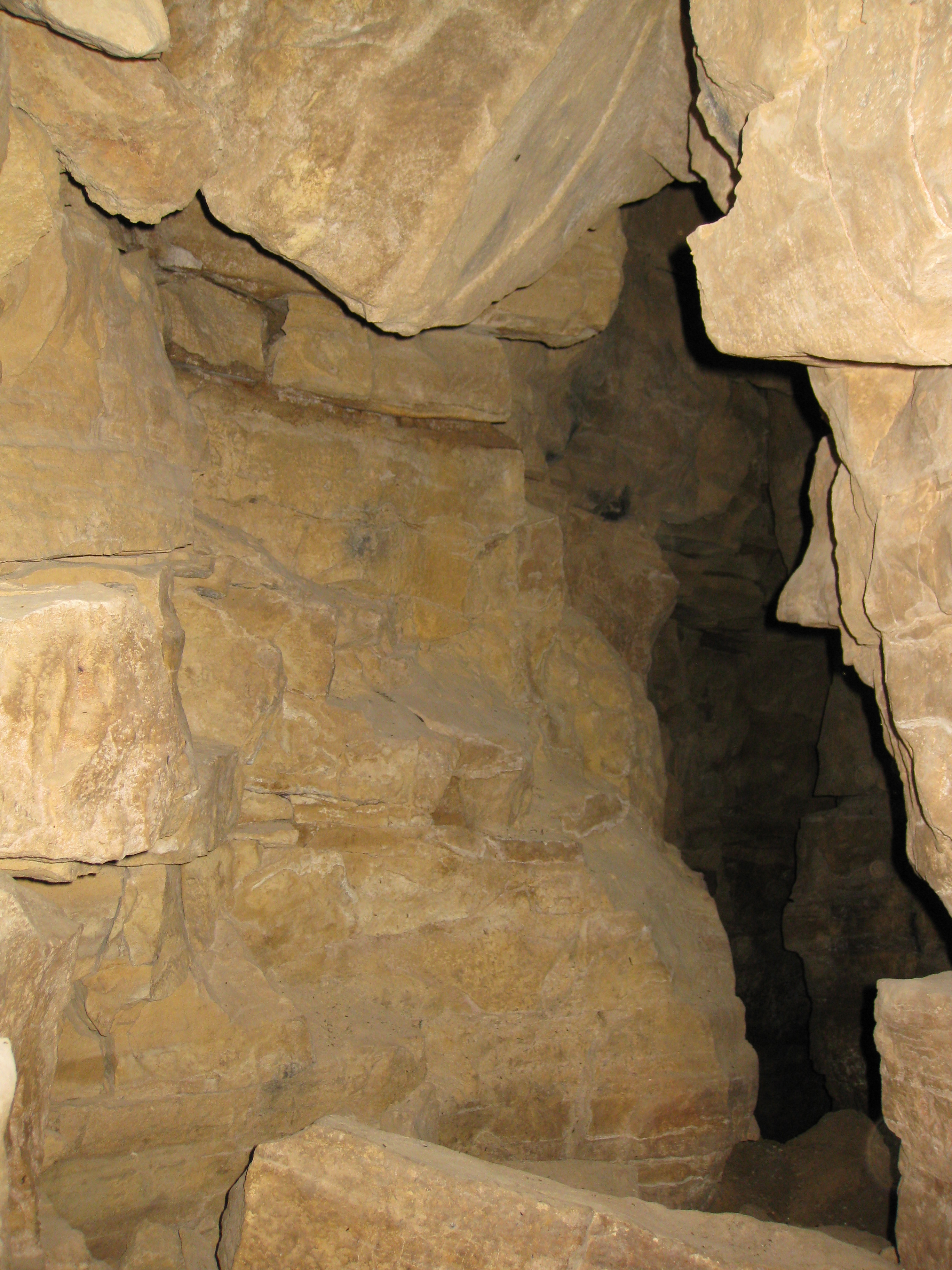
Пещера Киров-600

В ПРИГОРОДЕ
Памятники истории

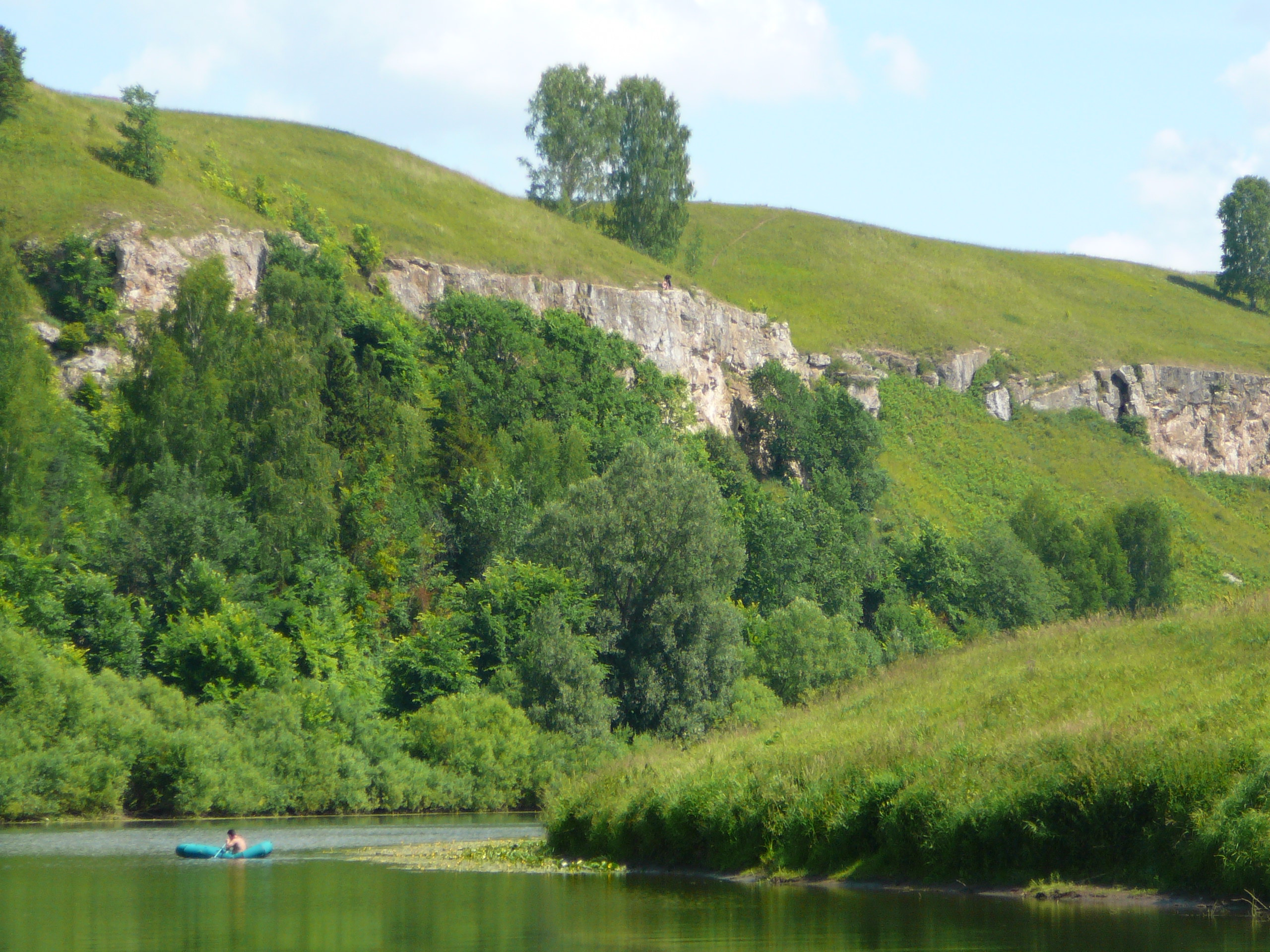
Скалы — панорама

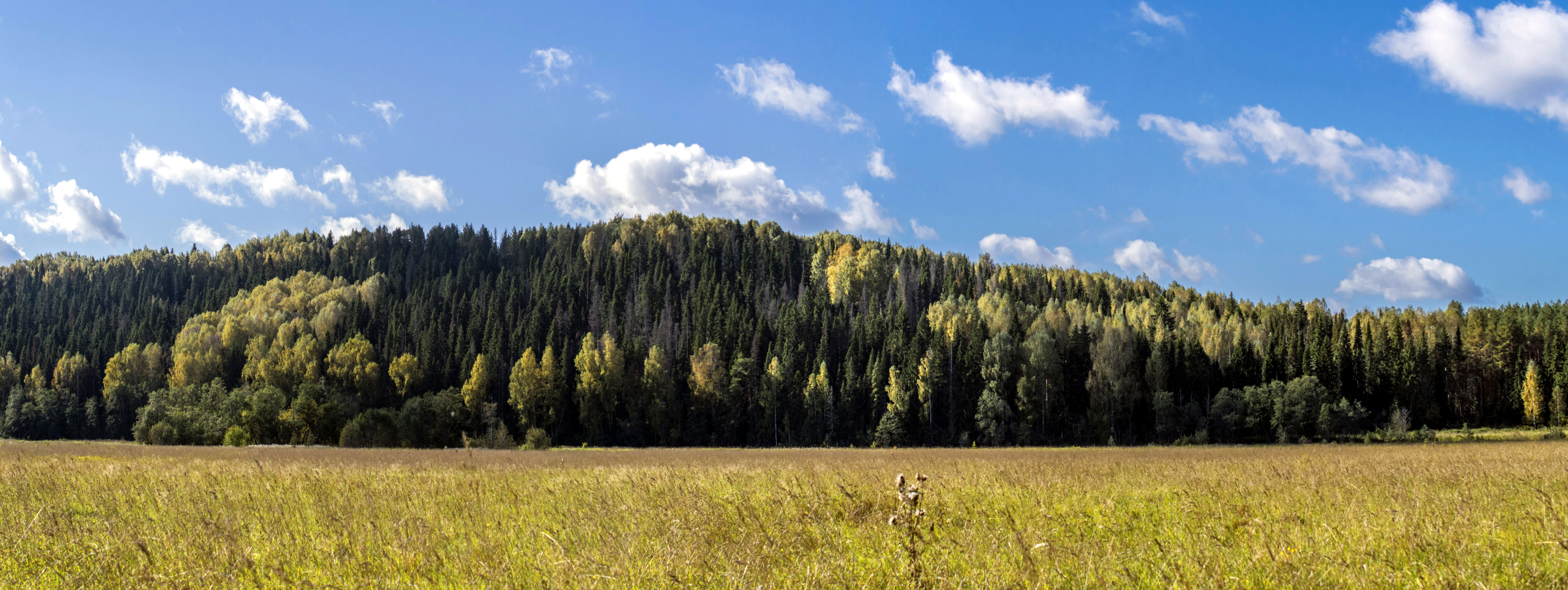
Воробьёва гора в Береснятском ботанико-геологическом комплексе

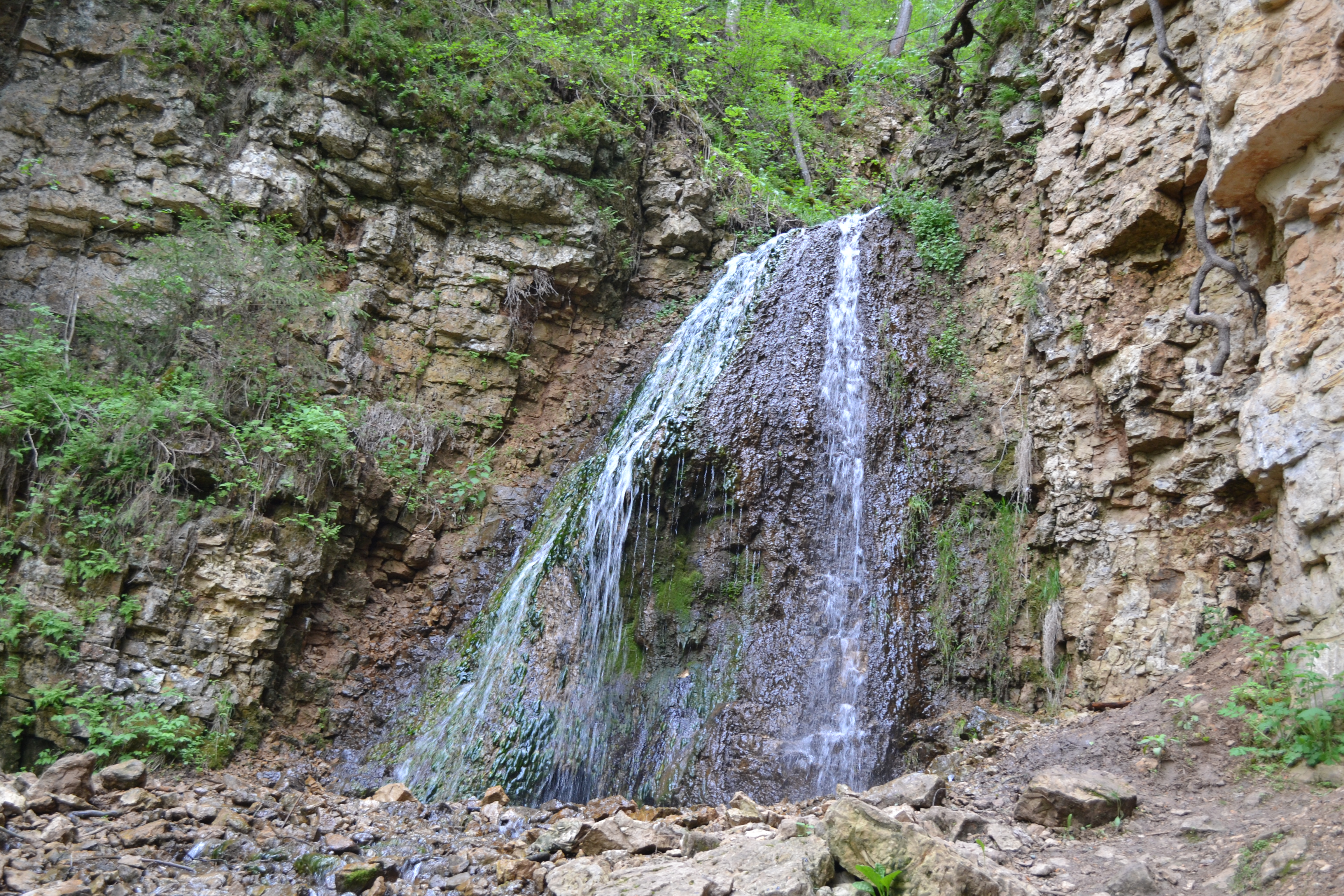
Береснятский водопад

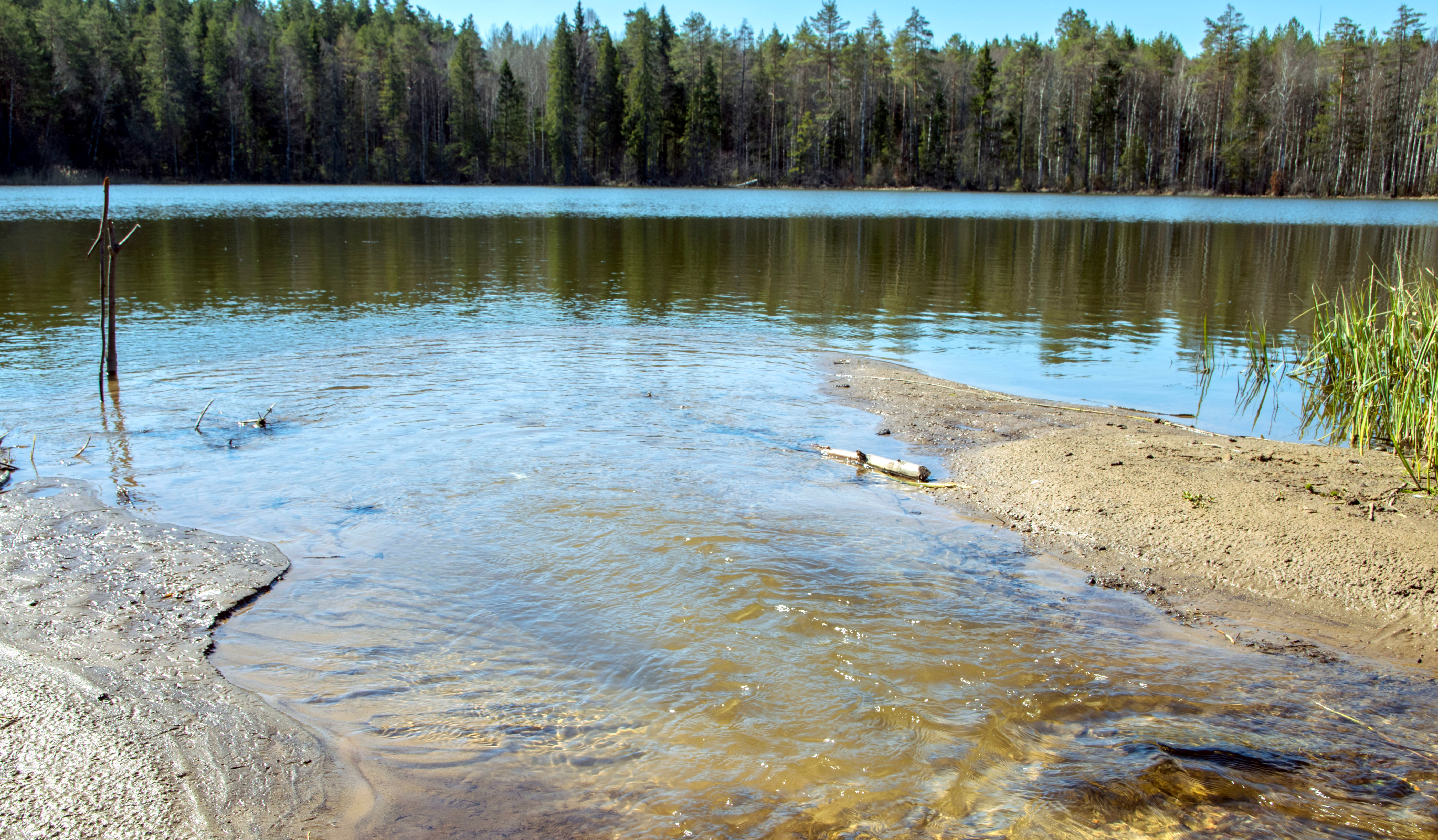
Быковщинское озеро

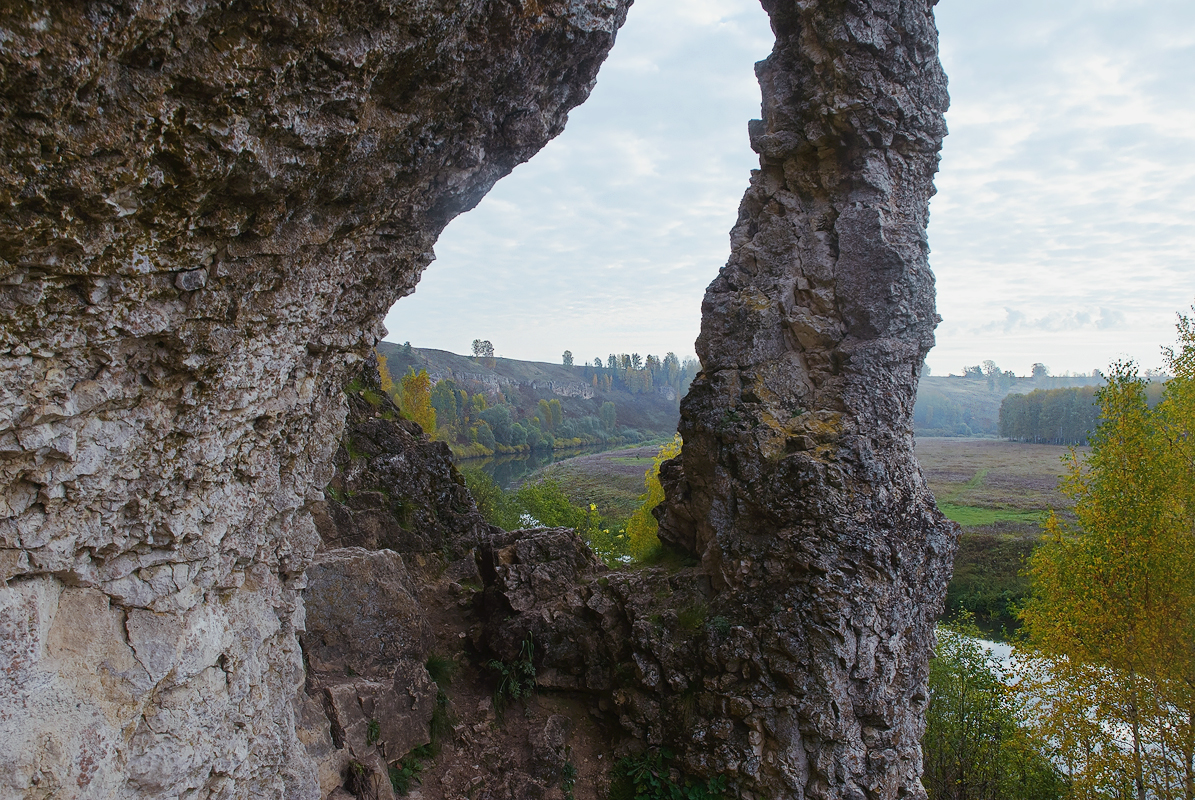
Скала Часовой..

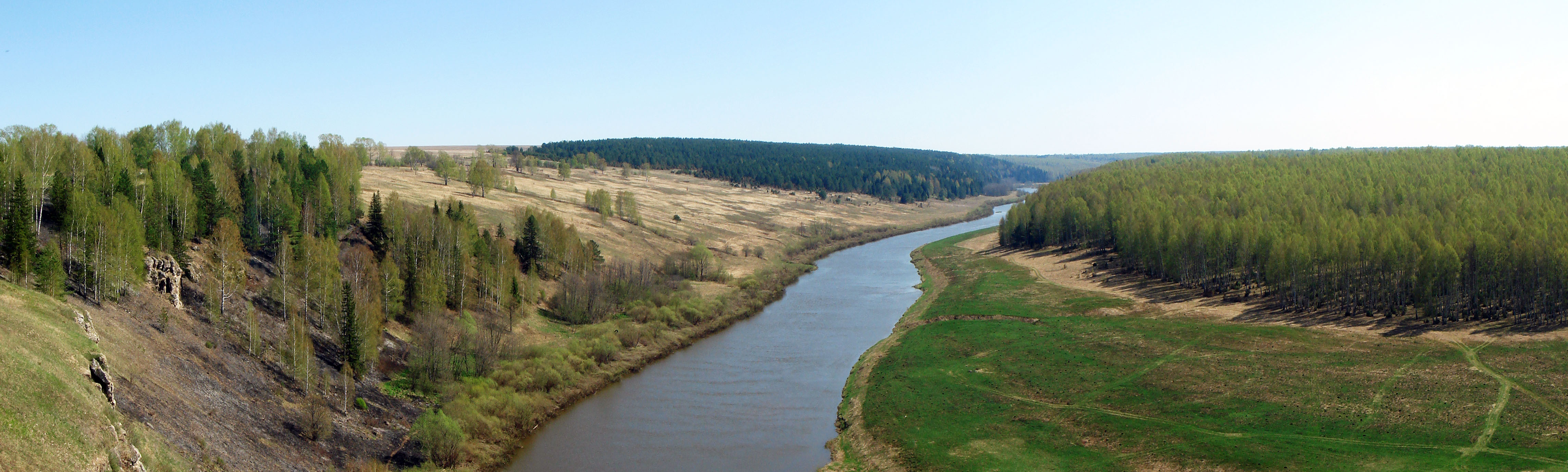
Река Немда, в пригороде г. Советска.

- Пижемское городище — археологический памятник, было постоянно заселено со времён Ананьинской культуры (III в. до н. э) до X—XI вв. н. э. в 6 км от г. Советска.
- Нижневодское городище — археологический памятник эпохи Ананьинской культуры (III в. до н. э) — одно из древних и малоизученных поселений человека в Советском районе — в 3 км от д. Фокино на Буржатском утёсе.
- Александровский мост — искусственное сооружение из опочного камня, представляет собой каменный мост через овраг в деревне Патруши Ильинского сельского совета.

Памятники монументального искусства
- Памятный знак на месте первых маёвок кукарских революционеров (построен 1977 г.) — Сосновая Грива по дороге на д. Русская Курья.

Памятники природы, именно здесь находятся места, называемые Вятской Швейцарией или «драгоценным ожерельем Немды».
- Береснятский ботанико-геологический комплекс — представляет собой скальное обнажение рифовых известняков казанского яруса пермской системы, карстовый овраг с многоступенчатым Береснятским водопадом, высота водопада — 25 м, Буржатский утёс высотой 30 м — в 3 км от д. Фокино, входит в Государственный природный заказник «Пижемский».
- Чимбулатский ботанико-геологический комплекс — Чумбылатов камень — языческая святыня марийцев, легендарная могила марийского князя Чумбылата, и карстовые воронки около 80 штук, самые глубокие — пещерное трио: «Холодная», «Сафроновская», «Парадная», а также «Обвальная», «Безымянная». Скальный массив «Камень» — скалистые обнажения рифовых известняков казанского яруса пермской системы (высота достигает 45 м), карстовый останец — столб «Часовой» (высотой 8 метров), подземные трещины — Пещера Киров-600 длиной 120 м, глубиной 26 м. Скальная стенка здесь имеет длину 1 км и имеет самые причудливые очертания. Одна, например, напоминает профиль человеческого лица с большим носом. — около д. Чимбулат и д. Камень, входит в Государственный природный заказник «Пижемский».
- Зараменская пещера — «Чёртова печь», карстовый грот — д. Зараменье в 7 км южнее г. Советска, на территории Государственного природного заказника «Пижемский».
- «Шарышина гора» — отвесный участок склона в Мушинском овраге, из него после сильных дождей вода вымывает очень плотные тёмно-серые конкреции шарообразной формы, некоторые размером напоминают пушечные ядра — около д. Муша, на территории Государственного природного заказника «Пижемский».
- Аникин лог — опорное обнажение стратотип (эталонный разрез) пород пелециподового подъяруса казанского яруса пермской системы — в 1 км от г. Советска вниз по течению реки Пижма.
- Источник в толще плитчатых известняков — мощные источники, вытекающие из-под известняковых плит на дне глубокой впадины (4 м) — в 8 км от д. Борок Советского района.
- Быковщинское озеро — суффозионно-карстовое озеро, глубина 12 метров — в 12 км от г. Советска.
- Ландышевый бор — ландыш майский обильно встречается здесь вместе с другими неморальными видами на склонах дюн — 156 квартал Суводского лесхоза-техникума.
- Лиственница-великан — высота — 39 м, диаметр её ствола всего 84 см. Выделяется в особый вид — лиственница Сукачёва. — 139 квартал Суводского лесхоза-техникума.

## Религия
- Жерновогорская Предтеченская пустынь (мужской, 1594—1609 гг.), разрушен черемисами.
- Кукарское благочинье (1609 г. по н.в.) — духовный (церковный) округ Вятской и Слободской епархии, Вятской митрополии. Является одной из древнейших церковных структур среди вятских православных общин.
- Кукарский Покровский монастырь (мужской, 1609—1764 гг.), упразднён при монастырской реформе Екатерины II.
- Кукарский Успенский монастырь (женский, 1678—1740 гг.), упразднён.

## Соборы, церкви

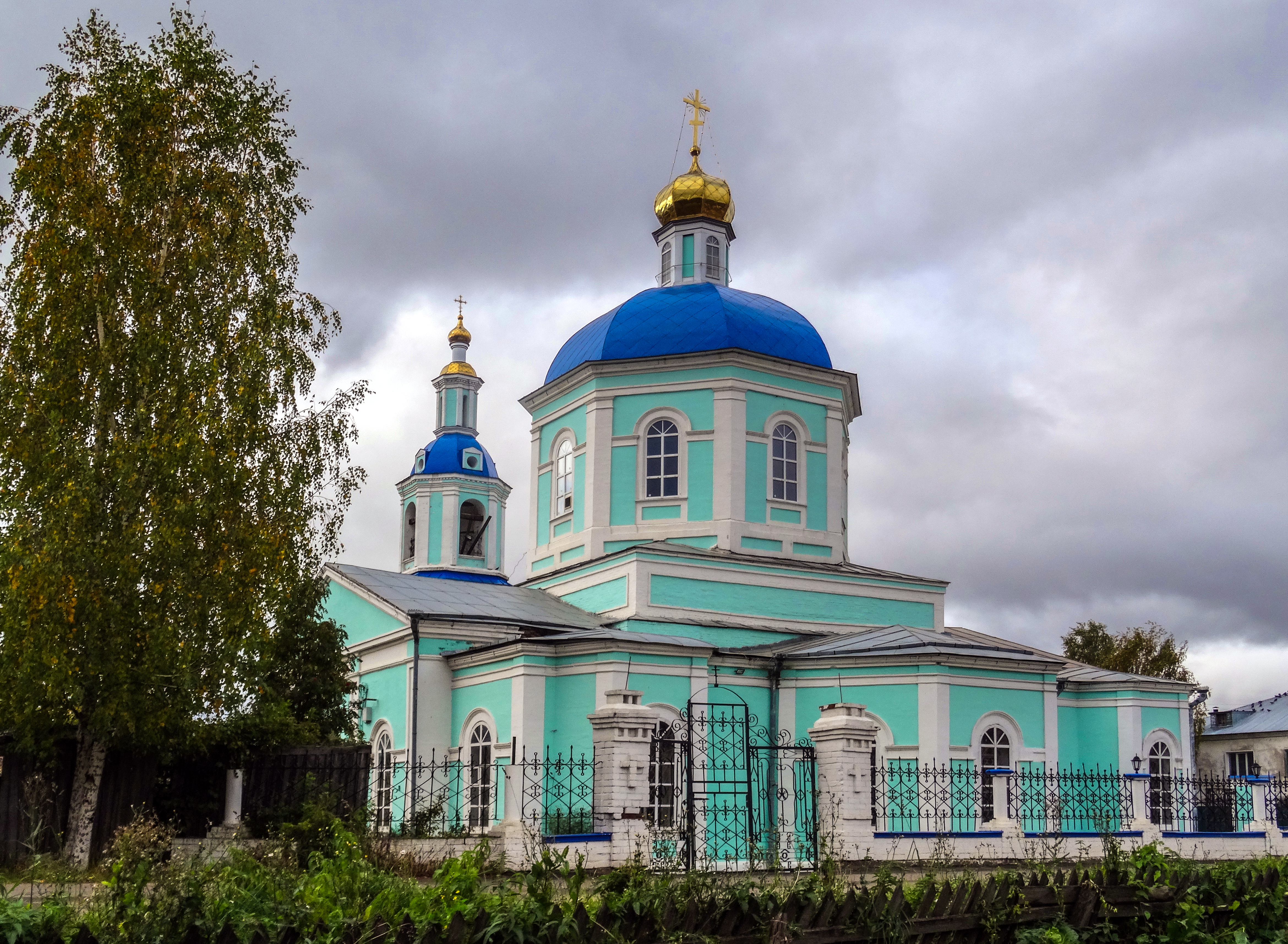
Успенская церковь. Фото 2017 год.

- Собор Троицы Живоначальной (впервые деревянное здание построено в 1678 г., после пожара построено каменное здание в 1761 г., собор перестроен в 1819—1833 гг., разрушен в 1935 г.) Находился в окрестностях по современному адресу ул. Малькова, 10.
- Церковь Преображения Господня (впервые деревянное здание построено в 1620 г., после пожара построено каменное здание в 1752 г., в 1935 г. здание перестроено в дом культуры, в настоящее время в здании находится краеведческий музей.) Находилась по современному адресу ул. Малькова, 6.
- Церковь Успения Пресвятой Богородицы (впервые деревянное здание построено в 1678 г., два раза при пожаре в 1750 г. и в 1780 г. здание сгорало и отстраивалась заново, в 1788 г. отстроено каменное здание, которое перестраивалось в 1796 г. и в 1867 г., действующая, 19 апреля 2008 года на неё водружен колокол кукарского литья, снятый с пожарной каланчи). Находится на ул. Малькова, 9.
- Церковь Спаса Нерукотворного Образа (построена в 1862 г., разрушена в 1935г.) Находилась по современному адресу ул. Ленина, 55.
- Церковь Казанской иконы Божией Матери (впервые деревянное здание построено в 1861 г., в 1880 г. построено каменное здание, разрушена в 1938г, в 2017 году отстроенно деревянное временное здание, действующая). Находится на ул. Советская, 37.
- Церковь Покрова Пресвятой Богородицы (имеет каменное здание построенное в 1690 г., действующая, является самым древним сохранившимся зданием города). Находится на ул. Колхозная, 1.

### Часовни
- Часовня Николая Чудотворца (построена в XIX в. на месте церкви, сгоревшей в 1777 году, действующая). Находится недалеко от церкви Покрова Пресвятой Богородицы. ул. Колхозная, 1.
- Часовня Иконы Божией Матери Смоленская (первоначально часовня построена в XVIII веке после обретения у родника «Смоленцевский ключ» образа Смоленской иконы Божией Матери, после 1917 года была разобрана, но в 1994 году была восстановлена, в 2018 г. закончена масшатбная реконструкция и строительство комплекса зданий: часовни-храма и часовни-купели, действующая).Находится в окрестностях по адресу ул. Нагорная, 12.

### Крестные ходы
- Крестных ходов к могиле Марии Убиенной
- Ежегодно пять раз совершается крестный ход к часовне на Смоленцевском ключе — на Смоленскую, на Крещение, в день памяти иконы «Живоносный Источник», на Преполовение, в Первый Спас. Часовня у источника построена на месте обретения Смоленской иконы Божией Матери.

## Объекты, названные в честь города Советск (Кировской области)
- речной сухогруз «Советск» — пр.576, типа «Шестая пятилетка» (далльнейшее развитие пр.11), построен на ССЗ «Красное Сормово» город Горький в 1960 г., приписка город Городец, утилизирован в 1992 г.
- речной буксир «Советск» — пр. Р-96Б, тип БТ, БМ, Ангара, построен на ГП «Судостроительно-судоремонтный завод „Память Кирова“ ВРП МРФ РСФСР» посёлок Аркуль в 1984 г., приписка посёлок Аркуль.

## Известные уроженцы

### Уроженцы города
- Бердинских, Виктор Аркадьевич (род. 09.08.1956) — доктор исторических наук, профессор, член Союза писателей России, Заслуженный работник высшей школы Российской Федерации, Почётный работник высшего профессионального образования Российской Федерации.
- Галкин, Борис Афанасьевич — юрист, доктор юридических наук, профессор и заведующий кафедрой уголовного процесса на юридическом факультете МГУ; кавалер ордена Отечественной войны II степени.
- Вшивцев Сергей Александрович (23.04.1885—02.03.1965) — советский художник-пейзажиста, Заслуженный деятель искусств РСФСР (1956).[33].
- Жилин, Александр Иванович (21.07.1899—06.03.1944) — Герой Советского Союза, награждён высшей наградой СССР Орденом Ленина и др.
- Лучинин, Александр Григорьевич (род. 26.03.1940) — учёный, физик, заместитель директора по научной работе ИПФ РАН, д.ф.-м.н., лауреат премии имени Д. С. Рождественского (2010).
- Мальков, Павел Дмитриевич (17.11.1887—22.11.1965) — первый комендант Смольного, с марта 1918 комендант Московского Кремля, награждён высшей наградой СССР Орденом Ленина и др.
- Мантуров, Борис Алексеевич (1894—31.08.1937.08) — В 1930—1937 гг. служил в штабе Балтийского флота начальником 5-го отдела, в Кронштадте. В 1937 году арестован, расстрелян 31 августа 1937 года на Левашовской пустоши. Реабилитирован в 1958 году за отсутствием состава преступления. Является отцом Мантуровой Татьяны Борисовны (советский и российский искусствовед, работала в Государственном Русском музее).
- Мартынов, Александр Фёдорович (1823—1906) — педагог, учёный, писатель. Написал около 50 произведений о слободе Кукарка[34].
- Михалёв, Александр Александрович (1910—1992) — советский актёр, Народный артист РСФСР.
- Молотов, Вячеслав Михайлович — Председатель Совета народных комиссаров СССР (1930—1941), Герой Социалистического Труда, четырежды награждён высшей наградой СССР Орденом Ленина и др.
- Нолинский, Николай Михайлович (1886—1966) — советский композитор.
- Овчинников, Василий Никифорович — иконописец, реставратор, художник-миниатюрист, член Союза художников СССР, награждён дипломом Гран-при и золотой медалью на Всемирной выставке в Париже[35].
- Порфирьев, Борис Александрович — советский писатель, член Союза писателей СССР, награждён Орденом Отечественной войны 1 ст.и Орденом «Знак Почёта».
- Рябинин Владимир Петрович (1907—1987)-лесовод-практик, выпускник Суводского лесного техникума (1929), директор Советского лесхоза (1936—1973), Заслуженный лесовод РСФСР (1963), убеждённый сторонник идей учёных-лесоводов о необходимости полезащитного лесоразведения на сельскохозяйственных землях в южных районах Кировской области с целью сохранения почвенного плодородия и повышения урожайности сельскохозяйственных культур. Под его руководством работниками Советского лесхоза было создано 1500 га полезащитных лесонасаждений. Награждён четырьмя золотыми медалями Выставки Достижений Народного Хозяйства СССР (ВДНХ) и семью дипломами. Активный участник коммунистического движения молодежи в Советском районе (член ЛКСМ с октября 1923 по декабрь 1939 года) и коммунистической партии (с 1939 по 1987).Участник Великой Отечественной войны-был призван в ряды РККА 23 июня 1941 года в первой группе призывников от Советского района. Командир сапёрного взвода, лейтенант. Награждён орденом Отечественной войны 1-й степени, медалью «За боевые заслуги». Одна из улиц города Советска названа в честь Рябинина Владимира Петровича.
- Реус (Рябинина) Надежда Владимировна (1932—2019)-педагог, Заслуженный лесовод РФ (1996), преподаватель лесоводства в Суводском лесном техникуме (лесхозе-техникуме) с 1956 по 2012 год,Награждена медалью «Ветеран труда».
- Рябинина Людмила Петровна (1903—1997)-педагог, Заслуженный учитель школы РСФСР (1958), учитель начальных классов в с. Ильинск Советского района (1931—1969), награждена орденом «Знак Почёта» (1943), медалью «За доблестный труд в Великой Отечественной войне 1941—1945 гг.»(1945).
- Рыков Алексей Иванович — Председатель Совета народных комиссаров СССР (1924—1930). Многие историки уверены, что он родился в Саратове (есть такие сведения в словарях). Но не все знают, что через две недели после появления на свет в Кукарке Алексея увезли в Саратов перебравшиеся туда родители — вятские крестьяне Иван Ильич и Мария Александровна. Сейчас этому есть немало доказательств, в том числе и полушутливое высказывание Молотова: «Мы с Рыковым из одной деревни, два предсовнаркома и оба заики»[36].
- Пономарёв, Борис Дмитриевич (1915—1999) — священнослужитель Русской православной церкви, митрофорный протоиерей, настоятель храма Илии Пророка. 16 июля 1999 года в деревне Ильинская Слобода Можайского района Московской области погиб от рук рецидивистов, проникших в храм ради кражи старинных икон.
- Топоров Геннадий Николаевич — профессор клинической анатомии и оперативной хирургии, доктор медицинских наук, полковник медицинской службы.
- Шабалин, Николай Васильевич (1901—1980) — советский художник-живописец и график, член Союза художников СССР.
- Шерстнёв, Валерий Александрович — советский, российский учёный-геолог, гидрогеолог, Почётный работник высшего профессионального образования Российской Федерации, первый проректор Пермского университета, учёный секретарь Совета ректоров вузов Пермского края.
- Шишкин, Аркадий Васильевич — известный советский фотомастер, Заслуженный работник культуры РСФСР[37].
- Шишкин, Борис Константинович (1886—1963) — советский ботаник, член-корреспондент АН СССР (1943), лауреат Сталинской премии (1952), вице-президент Всесоюзного ботанического общества (1946—1963), награждён высшей наградой СССР Орденом Ленина и др.
- Шустов, Борис Михайлович — физик, член-корреспондент РАН, директор Института астрономии РАН, лауреат премии имени А. А. Белопольского.
- Эсаулов, Анатолий Александрович — генерал-майор госбезопасности, заместитель народного комиссара (министра) государственной безопасности БССР, начальник секретариата особого совещания МГБ СССР.

### Уроженцы пригорода
- Боровиков, Александр Сергеевич — полный кавалер ордена Славы.
- Быков, Алексей Васильевич — Герой Советского Союза, награждён высшей наградой СССР Орденом Ленина и др.
- Васенев, Николай Фёдорович — советский писатель, журналист, член Союза писателей СССР, награждён Почётной Грамотой Президиума Верховного Совета РСФСР.
- Ведерников, Александр Филиппович — солист Большого театра, народный артист СССР, лауреат Государственной премии СССР. Почётный гражданин Советска.
- Говоров, Леонид Александрович — Маршал Советского Союза, Герой Советского Союза, пять раз награждён высшей наградой СССР Орденом Ленина и др.
- Золотарёв, Иван Фёдорович — Герой Советского Союза, награждён высшей наградой СССР Орденом Ленина и др.
- Кошкин Михаил Михайлович — советский скульптор. Заслуженный деятель искусств РСФСР.
- Кузьминых, Иван Ильич — Герой Советского Союза, награждён высшей наградой СССР Орденом Ленина и др.
- Мальков, Дмитрий Кузьмич — генерал-лейтенант, Герой Советского Союза, дважды награждён высшей наградой СССР Орденом Ленина и др.
- Меланьин, Владимир Михайлович — первый советский олимпийский чемпион по биатлону 1964 года,Заслуженный мастер спорта
- Распопин, Пётр Фёдорович — Герой Советского Союза, награждён высшей наградой СССР Орденом Ленина и др.
- Родигин, Иван Фёдорович — председатель Вятского губисполкома (июль — август, октябрь 1918 г.)
- Смехов, Василий Фёдорович — лейтенант, погиб 24 октября 1944 года при освобождении Латвии. Командование воинской части, где он служил, ходатайствовало об увековечивании памяти героя, 2 июля 1957 года улица Мостовая города Советска переименована в улицу офицера Смехова.[38].
- Тарасов, Николай Арсентьевич — Герой Советского Союза, награждён высшей наградой СССР Орденом Ленина и др.
- Шехурдин, Алексей Павлович — русский и советский селекционер, доктор сельскохозяйственных наук (1936), профессор (1945), лауреат Сталинской премии, награждён высшей наградой СССР Орденом Ленина и др.
- Шишкин, Василий Михайлович (13.02.1921 — 01.01.1983)— Герой Советского Союза, награждён высшей наградой СССР Орденом Ленина и др.
- Чернов, Павел Михайлович — Герой Советского Союза, награждён высшей наградой СССР Орденом Ленина и др.
- Черных, Иван Сергеевич — Герой Советского Союза, награждён высшей наградой СССР Орденом Ленина и др.

## В городе и пригороде жили

### Жили в городе
- Бессонов, Александр Григорьевич — лингвист, этнограф, просветитель, фольклорист. Действительный член Русского географического общества, с 1909 года был директором семинарии в слободе Кукарка Вятской губернии.
- Блинова, Анфиса Фёдоровна — художник по кружеву. Лауреат государственной премии РСФСР им. И. Е. Репина, член Союза художников СССР.
- Завалишина, Мария Семёновна — советский композитор. Член Союза композиторов СССР. В 1941 — организатор и первый директор муз. школы в г. Советске. В 1944—1955 — нач. муз. отдела Упр. по делам искусств МССР. Почётный гражданин Советска.
- Лебедев, Александр Сергеевич — народный просветитель, краевед, организатор музеев в начале XX века в Кукарке (Советск Кировской области), Вятке, Царицыне (Волгоград), создателе зоопарков в 1920—30‑х гг. в Перми, Свердловске (Екатеринбурге), ботанического сада Уральского отделения Академии наук. В сложное послереволюционное время возглавлял вятскую библиотеку им. А. И. Герцена, стоял у истоков государственной архивной службы Вятской губернии.
- Каратыгин, Фёдор Иванович (1892—1957) — советский библиотековед, организатор библиотечного дела и педагог. В 1912 году окончил Учительскую семинарию в слободе Кукарке.
- Кондаков, Николай Иванович (190—1938)— советский партийный деятель, и. о. 1-го секретаря Одесского обкома КП(б)У. Депутат Верховного Совета СССР 1-го созыва. Входил в состав особой тройки НКВД СССР.3 мая 1938 года арестован. 23 сентября 1938 года расстрелян в Одессе. Учился в учительской семинарии в слободе Кукарка Вятской губернии, окончил её в 1919 году, с февраля по декабре 1919 г. — председатель Кукарского уездного комитета комсомола (РКСМ) Вятской губернии.
- Мельников-Печерский, Павел Иванович (1818—1883) — русский писатель-реалист[39], публицист, этнограф-беллетрист[40]. Служил на службе в Нижегородской губернии. В 1869 году был в слободе Кукарке, во время командировки для изыскания в Вятской, Нижегородской, Пермской, Казанской и Уфимской губерниях для прокладки нового пути железной дорогипо маршруту Нижний Новгород — Семёнов — Баки (ныне — Красные Баки) — Яранск — Кукарка — Ижевск — Сарапул — Екатеринбург.
- Меньшиков, Валерий Александрович- учёный, писатель — профессор, доктор технических наук. Генерал-майор. Директор 50 ЦНИИ МО РФ им. М. К. Тихонравова (1992—1997), НИИ КС им. Максимова А. А. (1998—2014), Лауреат премии Правительства РФ. Почётный гражданин города Советска, заслуженный деятель науки России. Член союза писателей России. Почётный гражданин городов Байконур и Королёв. Лауреат Национальной литературной премии России. Генеральный Конструктор Международной ассоциации МАКСМ с 2015 г. Президент МОРО Российской академии космонавтики им. К. Э. Циолковского.
- Осипов, Лев Семёнович — видный партийный деятель Кировской области, делегат XXV съезда КПСС. Почётный гражданин Советского района.
- Полякова, Лариса Александровна (1937—1991) — педагог, поэтесса, писательница. Награждена одним из высших орденов СССР Орденом Октябрьской Революции и др. Отличник народного просвещения. Почётный гражданин Советска.
- Тихвинский, Фёдор Васильевич — священник, известный миссионер, депутат Государственной думы II созыва от Вятской губернии, с 1886 по 1888 годы был псаломщиком Успенской церкви слободы Кукарка.

### Жили в пригороде
- Клюев, Николай Алексеевич — русский поэт, представитель так называемого новокрестьянского направления в русской поэзии XX века, жил в 1929 году в д. Потрепухино близь г. Советска.
- Яр-Кравченко, Анатолий Никифорович — Народный художник РСФСР, Лауреат Сталинской премии (1947). Председатель Правления Всесоюзного общества филателистов (1972—1977), жил в 1929 году в д. Потрепухино близь г. Советска.

## Известные люди, похороненные в Советске
- Долганов, Иван Иосифович — Герой Советского Союза.
- Вшивцев Сергей Александрович (1885—1965) — советский художник-пейзажист, Заслуженный деятель искусств РСФСР (1956).
- Шишкин, Аркадий Васильевич — известный советский фотомастер, Заслуженный работник культуры РСФСР.
- Иоанн Молчальник — мученик, могила в виде отрезанного языка.